# 羅莎·盧森堡
羅莎·盧森堡（德語：Rosa Luxemburg；1871年3月5日—1919年1月15日）是波兰—德国社会主义思想家、政治家和革命家，德國共產黨创始人之一。
1871年3月5日，卢森堡出生於俄羅斯佔領下的波蘭扎莫希奇的一个猶太人家庭。她原是波兰王国和立陶宛社会民主党的理論家。1898年，移居德國柏林，並加入德国社会民主党，是黨內的重要社会主义理論家。
1914年，德国皇帝威廉二世進行全國總動員，向俄羅斯宣戰；同年8月4日，德国社会民主党国会党团在帝國議會表決支持战争拨款。前后一系列连锁反应标志着第一次世界大战的正式开始和第二国际的分裂，過去10年內包括羅莎·盧森堡在内的西欧各国左翼力量努力避免戰爭爆發的所有舉措付諸東流。為求轉機，羅莎·盧森堡在戰爭開始前曾公開號招群眾拒絕服兵役，而被法院視為叛國、判處1年有期徒刑。
德国社会民主党宣布支持德国参与第一次世界大戰后，1915年她和卡爾·李卜克內西等党内左翼人士合作成立馬克思主義革命團體“斯巴達克同盟”，與黨內以弗里德里希·艾伯特為代表的右傾勢力對立。并因公开宣传反战主张于1915年—1918年被多次關押。1918年11月，在德国十一月革命期间，她创办了《紅旗報》作为斯巴达克同盟的机关报。該組織后联合德国国际共产主义者于1918年12月30日建立德國共產黨，《紅旗報》随后成为共产党的机关报。
羅莎·盧森堡起草了德國共產黨黨綱。她认为1919年1月柏林的斯巴達克起義是在各方面条件不成熟的情况下展开的，因此是一个错误，但起义开始后她还是加以支持并亲自参与。当起义被自由军团（魏玛政权的右翼敢死队，由第一次世界大战退伍军人组成）镇压时，盧森堡、李卜克內西與其他數百位支持者被逮捕，遭到嚴刑拷打並被殺害。
由於羅莎·盧森堡認為无产阶级若不掌握國家政權，就無法彻底变革社会，同時批判列宁主义者及較溫和的社會主義者（社會民主主義派系），因此在左翼政治界及學術界中不是所有人都認同羅莎·盧森堡。儘管如此，戰後東德政府仍然普遍將盧森堡和李卜克內西視為共產主義事業的殉道者。德国联邦宪法维护厅的資料聲稱，對盧森堡和卡爾·李卜克內西的紀念仍然是德國左翼每年的傳統活動。

羅莎·盧森堡對弗拉基米尔·列宁發起的俄國革命表示支持，但對列寧的某些想法、意見表示不贊同，对布尔什维克在十月革命及俄国内战中的一些措施表示遗憾，她在書信中寫下她對俄國革命的想法，並成為她流傳後世最著名的一句話。
“只给政府的拥护者以自由，只给一个党的党员以自由——就算他们的人数很多——这不是自由。自由始终是持不同思想者的自由。这不是由于对‘正义’的狂热，而是因为政治自由的一切振奋人心的、有益的、净化的作用都同这一本质相联系，如果‘自由’成了特权，这一切就不起作用了。”
她的政治思想被后人称之为卢森堡主义。目前，德国左翼党的智库的名称是罗莎·卢森堡基金会。

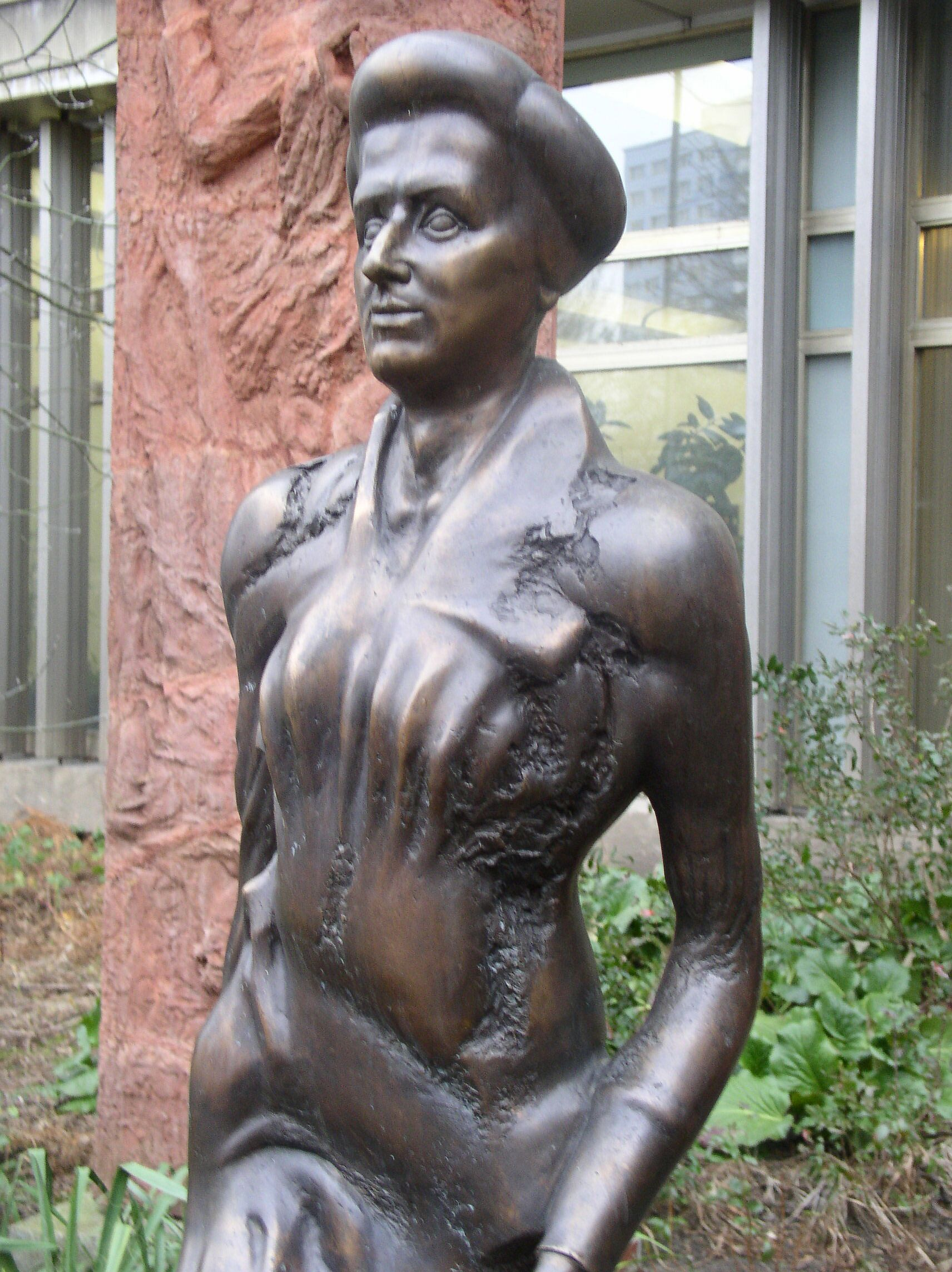
位於柏林的羅莎·盧森堡雕像

## 生平

### 波兰时期

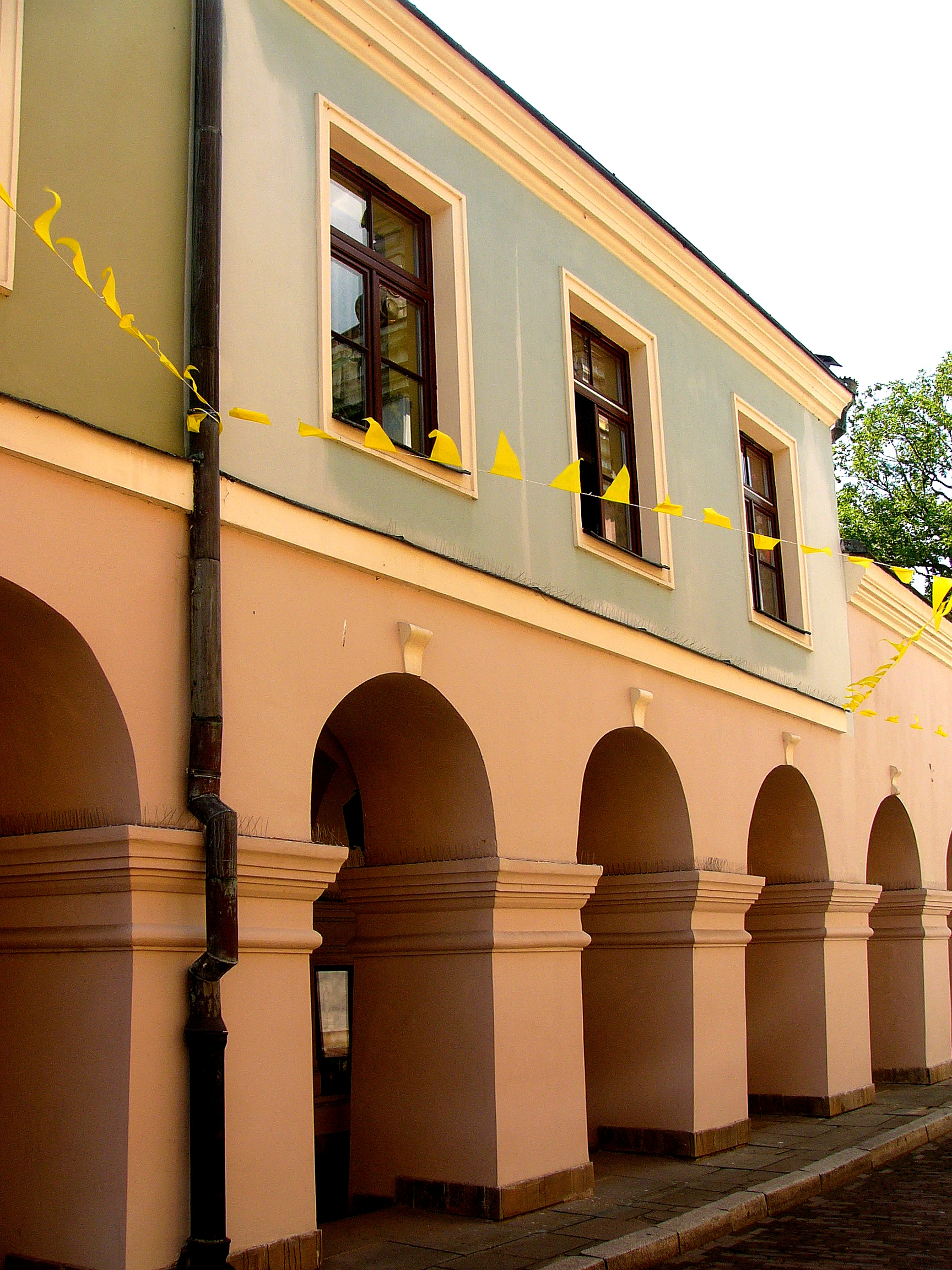
罗莎·卢森堡在波兰扎莫希奇的出生地

1871年3月5日，卢森堡生于俄罗斯治下的波兰会议王国扎莫希奇一个犹太教家庭，她是家中第五个也是最小的孩子，其父爱德华和祖父亚伯拉罕都是犹太教改革运动的支持者，她后来曾回忆称父亲激发了她对自由主义的兴趣；其母虔诚且博学多识，家中的大量藏书使她从年幼时便接触到了很多学问和知识。
罗莎天资聪慧，在使用波兰语和德语同家人交流的同时，还自学了俄语和法语；幼时便能够写信给家人，能够熟练背诵诗歌，其中包括波兰经典诗歌《塔杜施先生》，这点令亲戚们印象深刻。
1873年举家迁至波兰的華沙，五岁时患上髋关节的疾病，需长期卧床，此后终生跛足。

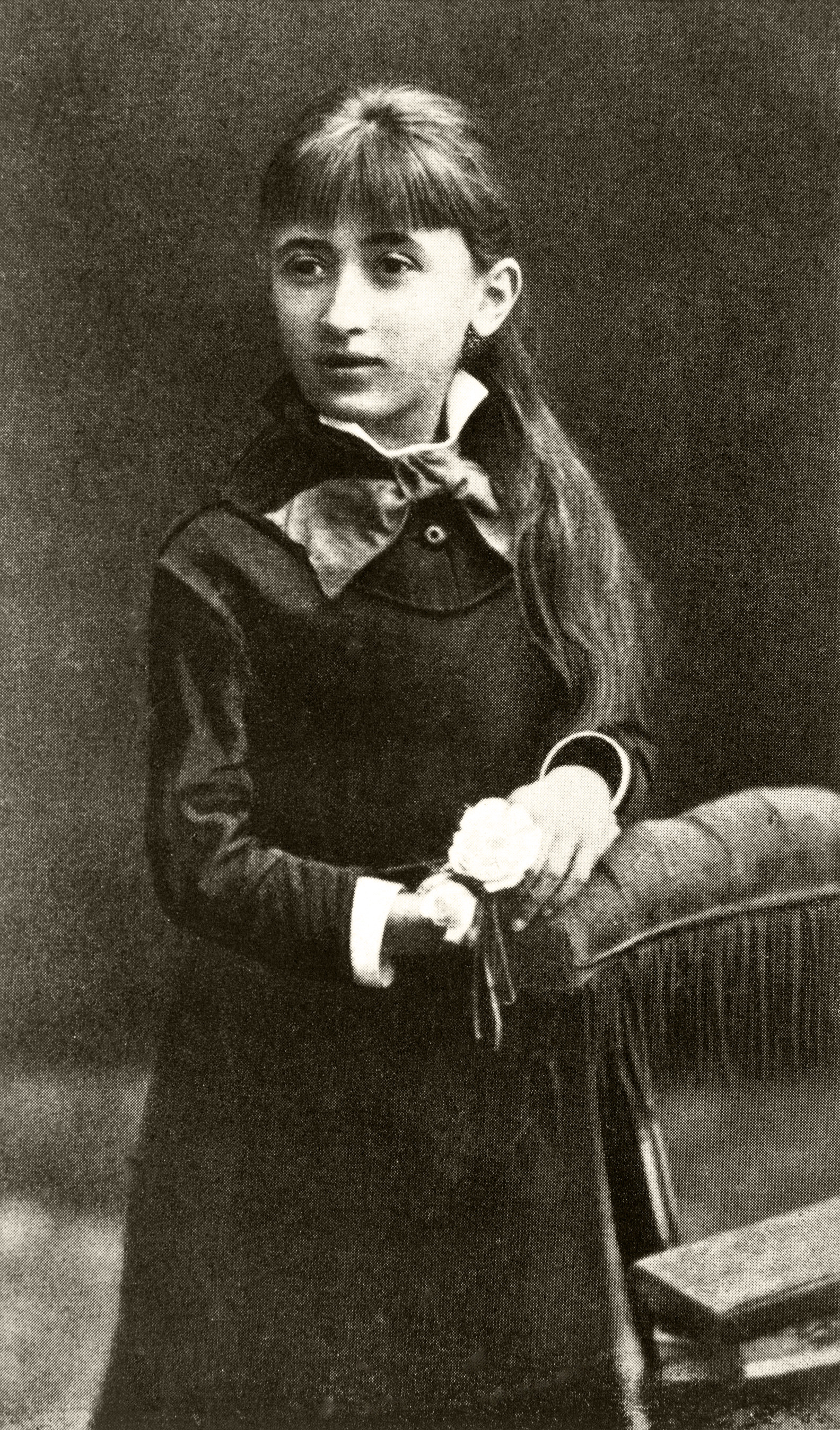
罗莎·卢森堡十二岁时的肖像

1884－1887年就读于华沙的一间女子文理中学，这是一所很少接纳波兰学生的中学，而接纳犹太裔学生对于这所学校而言则更是特例，在校内学生们被要求只能用俄语交流，但罗莎很快加入了研究波兰诗人及作家作品的地下社团，当时俄罗斯帝国正在推行针对波兰人的同化政策，因此这种研究被禁止。1886年，她加入四年前成立的波兰左翼政党无产阶级党，参与组织领导罢工；罢工失败后该党四位领导人被处死，该党被迫解散，包括卢森堡在内的幸存党员转入地下组织。1887年，通过高中毕业考试。由于沙俄警方的通缉，她不得不前往乡下避难，并在一座贵族庄园里担任私人教师，最终于1889年为逃避拘捕经由“绿色边境”前往瑞士，就读于苏黎世大学，主修哲学、历史学、政治学、经济学和数学，研究中世纪历史及经济和证券危机。

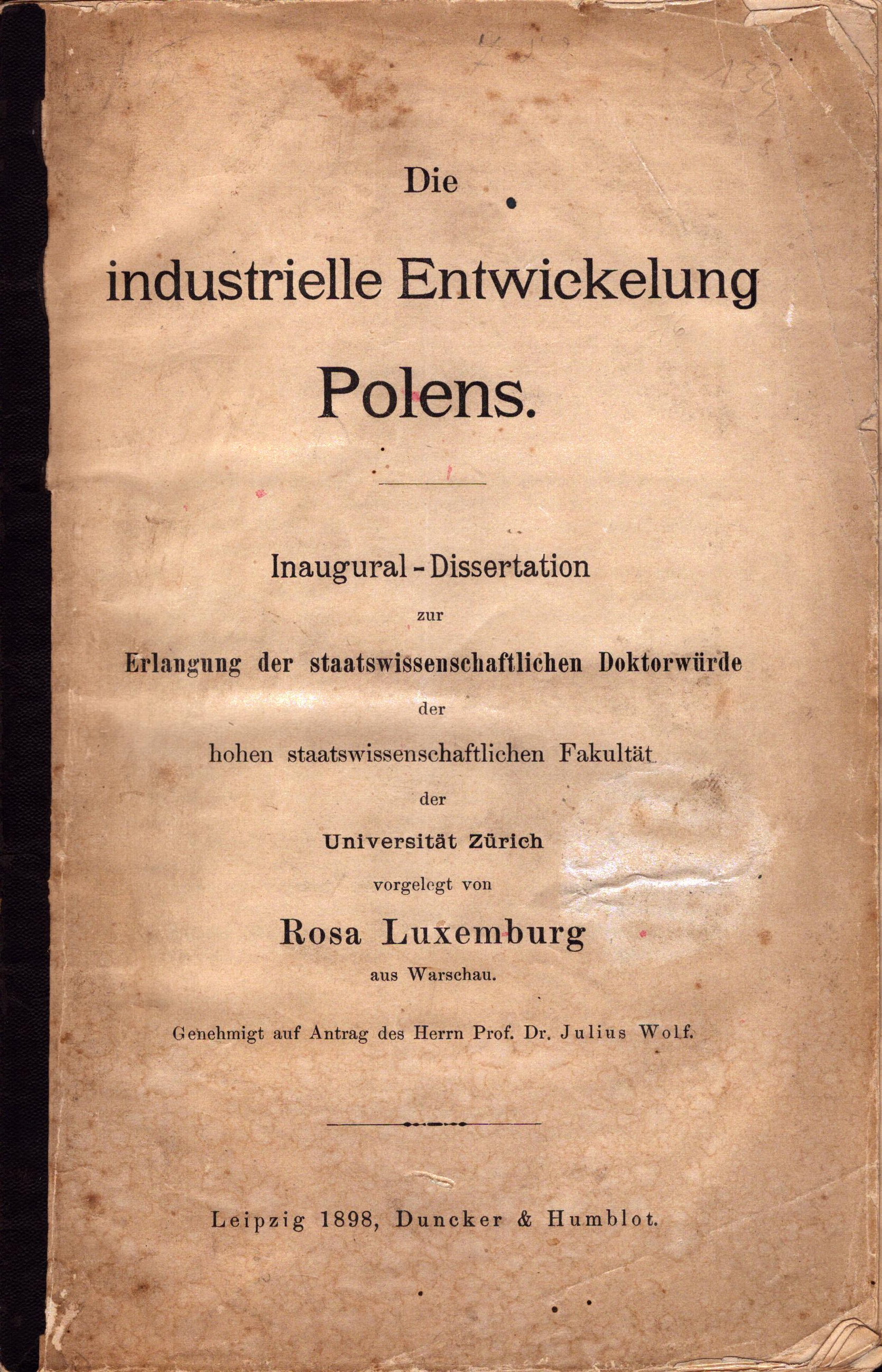
罗莎·卢森堡的博士论文《波兰的工业发展》原件，现藏于瑞士犹太博物馆。

1897年春发表博士论文《论波兰的工业发展》，被授予政治经济学博士学位，该论文于1898年由莱比锡的出版社发行。她是世界上第一批获得该学位的女性之一，更是第一位获得该学位的波兰女性。
1893年，与列奥·约基希斯和尤利安·马尔赫莱夫斯基创办《工人报》。该报反对波兰社会党的民族政策，认为俄属波兰需要走德国、奥地利和俄罗斯的社会主义革命道路。她认为，应与全俄国的无产阶级联合起来共同反对资本主义与俄国的封建专制制度，并认为波兰独立没有现实基础，在波兰独立问题上持反对立场。

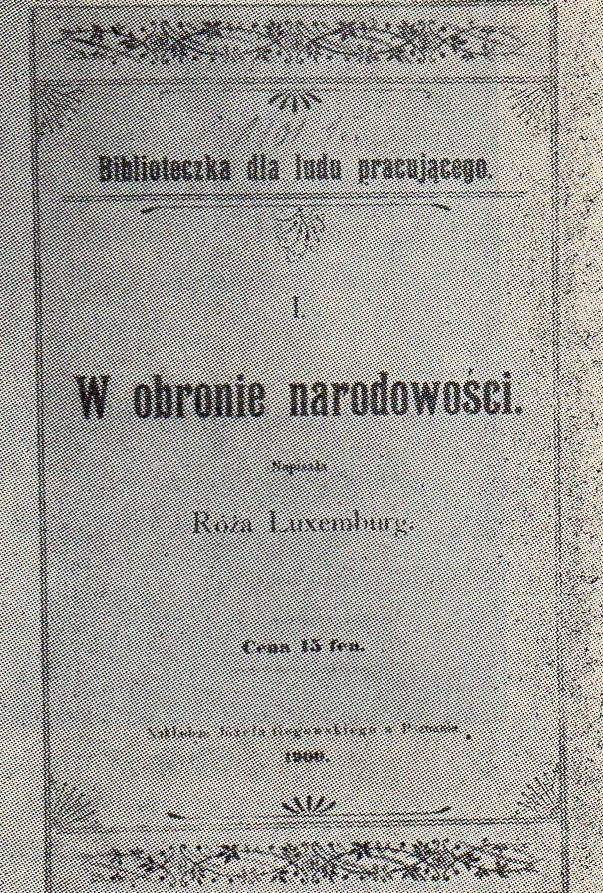
罗莎卢森堡反对德意志帝国对德属波兰地区同化政策的小册子《保卫民族性》1900年在波兹南出版

她反对社会主义制度下的民族自决权，因此与弗拉基米尔·列宁产生了理论分歧。她还与列奥·约基希斯共同创办波兰王国和立陶宛社会民主党。尽管成年时大多生活在德国，但青年时期的卢森堡主要在波兰活动，与约基希斯共同领导组织波兰社会民主党，是该党的主要理论家。与此同时，她对波兰文化依旧充满兴趣，她喜欢阅读波兰诗人亚当·密茨凯维奇的诗作，强烈反对德意志帝国对德属波兰地区以及俄罗斯帝国对俄属波兰地区的同化政策，并于1893年和1900年先后出版了两本宣传小册子。

### 德国时期

#### 初到德国
1898年5月，卢森堡为取得德国国籍嫁给古斯塔夫·吕贝克并搬到柏林，他们从未同居，并于五年后正式离婚。卢森堡不喜欢柏林的中产阶级文化，认为这会扼杀革命。
起初她被安排到德国社会民主党的妇女工作部，在那里她遇到了一生的挚友——克拉拉·蔡特金，此后她活跃于德国社会民主党，成为党内激进左翼的一员，这一派坚定的认为只有通过暴力革命才能够实现工人阶级及在资本主义社会里其他一切被压迫者的解放。
卢森堡依旧认可自己波兰人的身份，她对德国的生活感到不适应，认为定居德国是一种政治上的需要，并在她用波兰语写就的私人信件中表达她对当时德国社会文化的些许不满。但与此同时，她热衷于阅读约翰·沃尔夫冈·冯·歌德的作品，对德国文学表示欣赏。不过，她依然更喜欢瑞士而非柏林，且非常想念家乡波兰的语言与文化。

#### 展露锋芒
从1896年到1898年，爱德华·伯恩斯坦发表了一系列标题为“社会主义的问题”的文章，这些文章导致了德国社会民主党中关于修正主义的争论。作为党内激进左翼的一员，卢森堡旋即与以伯恩斯坦为首的修正主义者展开了针锋相对的斗争。卢森堡直接在1899年4月发行的宣传册《社会改良还是革命？》中点名攻击伯恩斯坦。卢森堡对社会民主党奉行的改良主义的谴责使她当仁不让成为该党左翼的喉舌。她认为，在资本主义社会在生产领域走向社会化的同时，其在分配方式上却越是使个人同生产的关系相脱离，从而使得资本主义私有制越发稳固且具有排他性，这使得修正主义者所主张的通过渐进式改良主义走向社会主义变得不可能。因此只有无产阶级掌权及生产方式的革命性变化，才能够解决资本与劳动间的对立冲突。她希望将修正主义者赶出社民党。尽管未能成功，但以卡尔·考茨基为首的党中央仍在党纲里保留了马克思主义的成分。

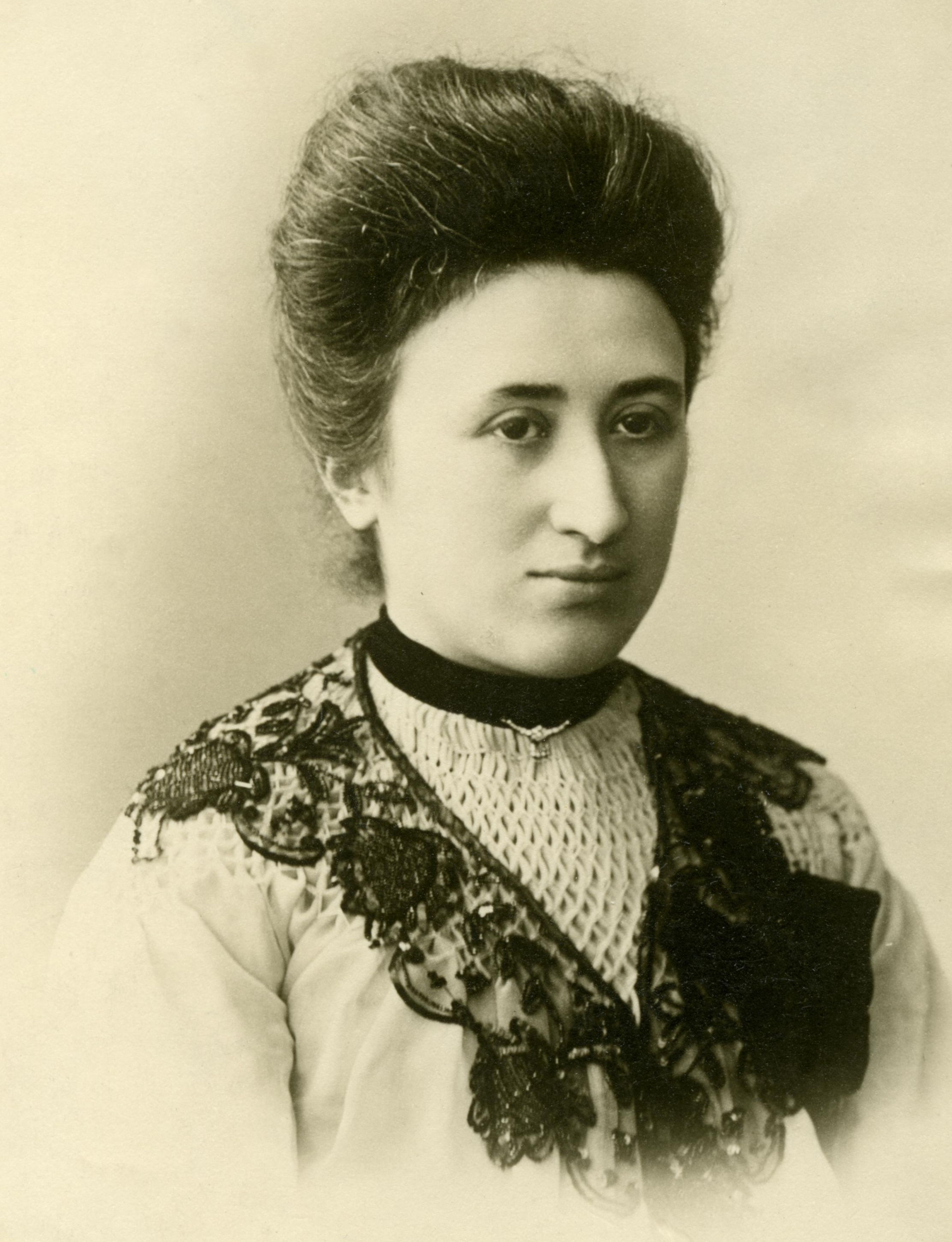
罗莎·卢森堡 约1900年

自1900年起，卢森堡在报章中刊登其对欧洲社会经济问题的分析论文。预见到战争的她，大力抨击军国主义和帝国主义。在当年召开的社民党美因兹代表大会上，针对当时正在发生的八国联军之役，她批评了社民党的不作为，认为应当借此广泛宣传及动员群众反对当局推行沙文主义的所谓“世界政策”。在这期间，1904年7月，她针对俄国社会民主工党在组织问题上的冲突撰写了《俄国社会民主党的组织问题》一文，详细叙述了她对无产阶级政党组织方法的构想，并批评列宁的民主集中制理论是一种”极端集中主义观点“，认为”它没有积极的创造精神，而是一种毫无生气的看守精神。他的思想过程主要是集中于监督党的活动而不是使它开花结果，是缩小而不是发展，是束缚而不是联合整个运动。”并同列宁展开争论。

#### 1905年革命
日俄战争失败后，俄国国内矛盾空前激化，1905年1月22日，“血腥星期日”事件发生，引爆各地一连串大规模的罢工、起义浪潮，是为1905年俄国革命。卢森堡不顾波兰、德国两地同志的建议，冒着被沙俄军警逮捕的风险，使用德国朋友的护照前往华沙参加革命，俄属波兰是当时的革命中心之一，她于 12 月 30 日抵达华沙，并与一个月前抵达的列奥·约基希斯会合，两人共同为波兰王国与立陶宛社会民主党秘密出版物撰稿，由于被当局在党内招募的内奸出卖，两人于1906年3月4日被沙俄公共安全与秩序保卫部人员逮捕，被辗转送至多个监狱关押，她被监禁期间仍继续秘密为秘密出版物撰稿，作品经由秘密渠道被偷运出监狱，在其亲戚贿赂了两名军官后，她于1906年6月28日因健康原因暂时获得保释，随后于八月初从圣彼得堡出发前往时为芬兰大公国一部分的库奥卡拉，在那里见到了列宁。最终她于九月中旬回到德国。
卢森堡是第一批明确意识到1905年俄国革命对俄国国内外的革命都有着历史性意义的理论家之一，仅在1905-1906年期间，她就用波兰语和德语写了100多篇关于革命的文本，进行了多次演讲。1906年她更是应德国社会民主党汉堡地方组织的请求，将革命中关于群众大罢工的经验撰写成著名的《群众罢工、党和工会》一文，呼吁学习俄国经验，将群众大罢工作为斗争手段，并希望借此驱散弥漫在整个第二国际内部，以工会官僚化和组织保守化为特点的官僚主义和议会迷风气，此后又将其与1910年德国选举权斗争的经验相结合，先后写出了《德国工人阶级的政治领袖》（1910）和《再论群众和领袖》（1911）两篇文章，形成了卢森堡主义中有关于党、工会和群众关系的重要思想。

#### 走向战争

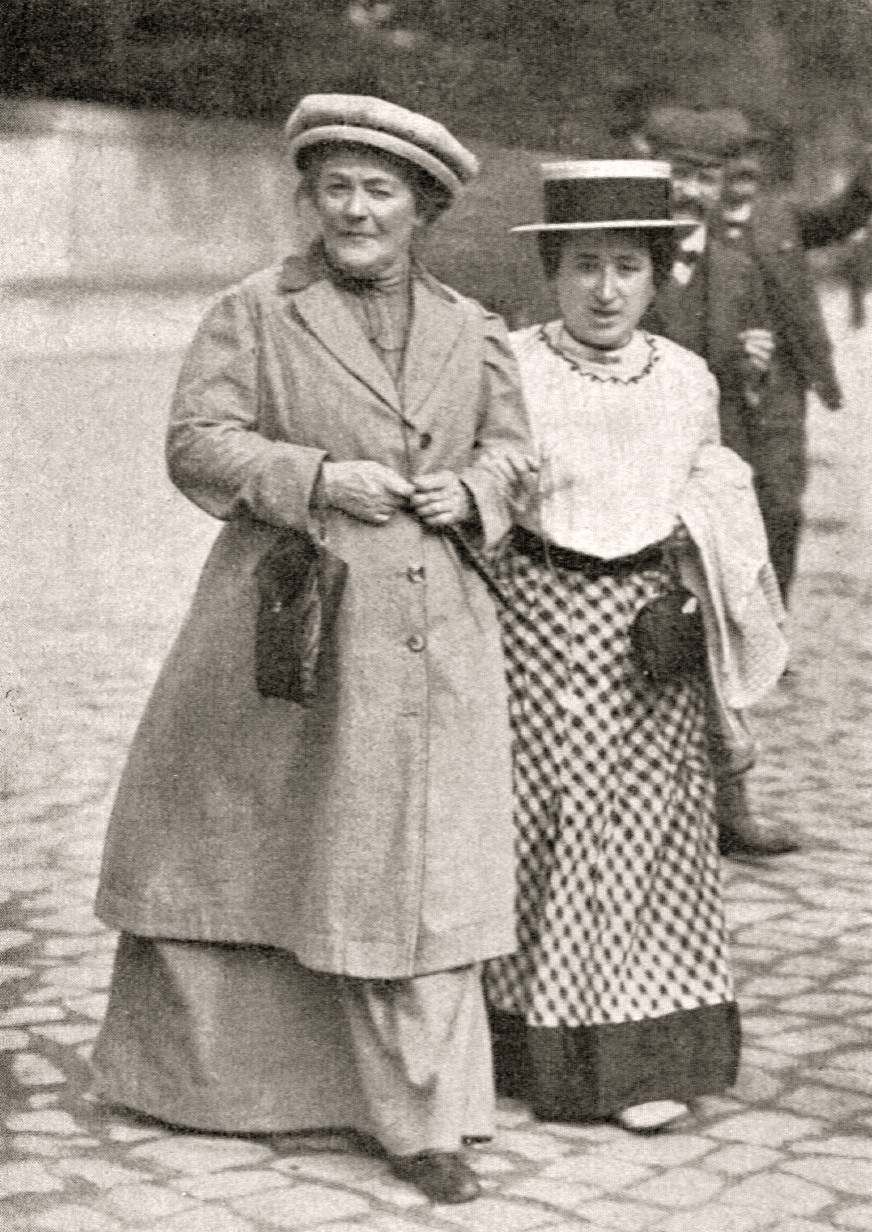
羅莎·盧森堡（右）和克拉拉·蔡特金

随着时间的推移，卢森堡对于欧洲可能将要爆发一场如恩格斯所言的“世界战争”的认识越发清晰，特别是整个第二国际内的风气对于制止战争的潜在阻碍更令她感到不安。她希望发动工人开展总罢工，阻止将要发生的战争，但被以考茨基为首的社民党高层拒绝。1910年，围绕选举权斗争一事上的路线问题，卢森堡同考茨基展开公开论战并最终决裂。当局也将她视作危险分子，仅在1904年和1906年间，她便因政治活动而被三次关押。1907年，她出席于伦敦举办的俄国社会民主工党第五次代表大会并再次遇见列宁。随后在斯图加特的第二国际第七次代表大会中，她提出的决议“欧洲所有工人政党应团结一心阻止战争”获得通过。
此后卢森堡在社民党柏林中央党校积极讲授马克思主义政治经济学，期间她曾经的学生弗里德里希·艾伯特当选德国社民党主席。此后她将课程讲义稿以《“国民经济学”入门》为名出版，此书同她于1913年出版的《资本积累论》共同构建起了其在政治经济学领域的独特理论构想
1912年卢森堡写作《妇女选举权和阶级斗争》一文，深入阐述其在女权问题上的思考，同年其代表社民党前往巴塞尔出席第二国际第九次（非常）代表大会。次年，她在某个大型会议中宣称：“如果他们认为我们打算搞内讧，那么我们就大喊：‘我们不会这样干！’”

#### 大战之中
正当她在与法国社会主义者让·饶勒斯着手准备总罢工时，1914年，巴尔干地区民族危机引爆第一次世界大战，德国社会民主党宣布支持当局的战争预算，同意与帝国政府休战，并承诺在战争中避免任何罢工活动。不久饶勒斯遇刺，包括法国社会主义者在内，第二国际的多数政党同各所在国政府合作，支持这场战争，大罢工宣告流产，第二国际陷入分裂和停摆状态。为了反击修正主义者，制止战争，卢森堡在法兰克福发动反战游行，呼吁民众拒绝服从兵役和命令。这让她因“煽动对当局的法律和秩序的不服从”被关押一年。由于她自1899年起就开始与之對抗的修正主义者占据了绝对优势，卢森堡甚至一度考虑自杀。
1914年8月，卢森堡与卡尔·李卜克内西、克拉拉·蔡特金和弗兰茨·梅林共同创办“国际歌小组”，1916年1月改名为斯巴达克同盟，以署名“斯巴达克者们”，创作非法反战小册子。卢森堡化名为“尤尼乌斯”，取自罗马共和国创始人卢修斯·尤尼乌斯·布鲁图斯。斯巴达克同盟坚决反对社民党对战争的支持，指责党内高层曲解马克思、恩格斯两人的言论及思想从而粉饰战争的性质，认为这是对于社会主义革命原则相背离的，并认为战争会摧毁各国工人阶级的联合，使之自相残杀，大幅削弱社会主义革命力量的同时使欧洲乃至世界陷入“野蛮状态”之中，试图引领德国无产阶级开展反战总罢工，最终导致其与李卜克内西于1916年6月被关押两年半。在关押期间她先后被转移至波森（今波兹南）和布雷斯劳（今弗罗茨瓦夫）。
在监狱内卢森堡依旧笔耕不辍，写就多篇文章及著作，其中包括写于1915年的《资本积累——一个反批判》和同年写成的《社会民主党的危机》，后者于1916年6月发表，详细阐述了卢森堡对世界大战和第二国际分裂所持的立场和分析，以及左翼战时应当起到的作用。好友们通过秘密方式从监狱内得到卢森堡文章和著作的手稿并非法印刷出版。

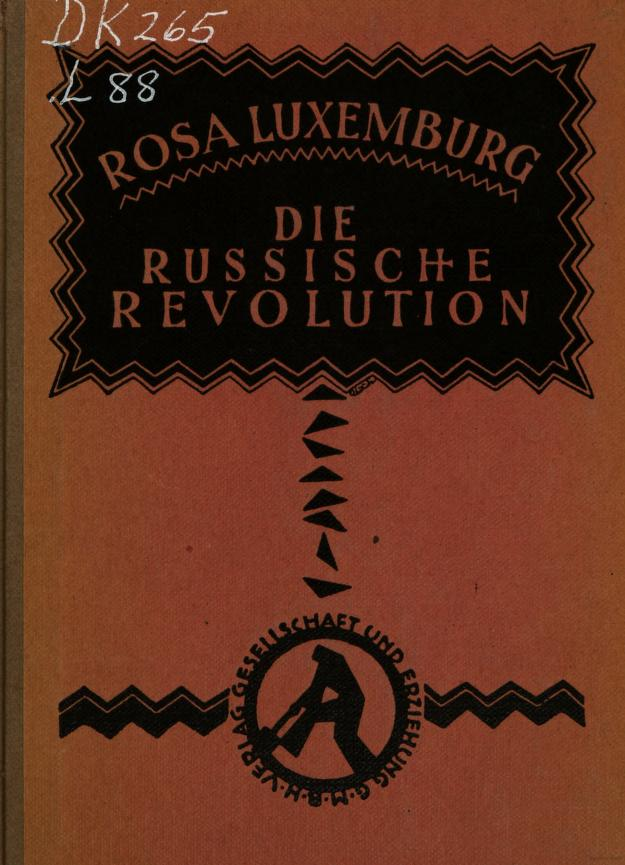
罗莎·卢森堡《论俄国革命》一书书影

1917年俄国革命爆发，卢森堡虽无法亲自参与，但在狱中凭借手边能够找到的资料写就了《论俄国革命》一书的手稿，在此著作中卢森堡既肯定了列宁和托洛茨基领导的十月革命的伟大意义，理解他们的处境，认为布尔什维克是“唯一理解一个真正革命党的使命和职责的党，它通过提出全部权力归无产阶级和农民的口号保证了革命向前的进程。”并且巧妙地通过革命策略解决了争取“人民的多数”这一马克思主义的经典问题。但也严厉批判了布尔什维克党的一些政策，认为这些基于因战争导致的非常状态而产生的策略与实践在很大程度上违背了某些基本原则且与社会主义的目标相反，预见并警告他们有滑向独裁和官僚主义政治的危险。
她在文章中写道：
“......消极的东西，即废除，是可以用命令实行的，积极的东西，即建设，却不行。这是处女地。问题上千。只有经验才能纠正错误并且开辟新的道路。只有不受拘束的汹涌澎湃的生活才使人想出成千的新形式、即兴而来的主意，保持创造力，自己纠正一切失误。自由受到了限制，国家的公共生活就是枯燥的，贫乏的，公式化的，没有成效的，这正是因为它通过取消民主而堵塞了一切精神财富和进步的生动活泼的泉源。（证据：1905年和1917年2-10月）政治方面和那时一样，经济和社会方面也一样。全体人民群众必须参加国家的公共生活。否则社会主义就将是十几个知识分子从办公桌下令实行的，钦定的。
　　绝对公开的监督是必不可少的。否则交换经验就只限于新政府的官员的排他的圈子之内。腐化不可避免。”

“......列宁和托洛茨基用苏维埃代替了根据普选产生的代议机构，认为苏维埃是劳动群众唯一真正的代表。但是随着政治生活在全国受到压制，苏维埃的生活也一定会日益陷于瘫痪。没有普选，没有不受限制的出版和集会自由，没有自由的意见交锋，任何公共机构的生命就要逐渐灭绝，就成为没有灵魂的生活，只有官僚仍是其中唯一的活动因素。公共生活逐渐沉寂，几十个具有无穷无尽的精力和无边无际的理想主义的党的领导人指挥着和统治着，在他们中间实际上是十几个杰出人物在领导，还有一批工人中的精华不时被召集来开会，聆听领袖的演说并为之鼓掌，一致同意提出来的决议，由此可见，这根本是一种小集团统治——这固然是一种专政，但不是无产阶级专政，而是一小撮政治家的专政，就是说，纯粹资产阶级意义上的专政，雅各宾派统治意义上的专政（苏维埃代表大会从三个月召开一次推迟到六个月！）不仅如此，这种情况一定会引起公共生活的野蛮化：暗杀，枪决人质等等。这是一条极其强大的客观的规律，任何党派都摆脱不了它。”
尽管如此，她还是在继续呼吁建立“无产阶级专政”，但不打算采用布尔什维克的高度集权模式。她建议人们分清布尔什维克理论与策略中那些“本质的东西同非本质的东西、核心同偶然事件”，从而加以学习，以实现欧洲乃至世界范围内的社会主义革命。但在布列斯特和约签订后，她撰写了《俄国的悲剧》一文加以批判，认为这会使得苏俄处于四面受敌的绝望境地，也使德国的革命进程受到阻碍
1917年，斯巴达克同盟开始隶属于反战主义者、前社民党成员胡戈·哈泽创建的独立社会民主党。这一时期，德国为首的同盟国在战争中陷入越发不利的境地，以“芜菁之冬”为代表的后方生活物资严重短缺使人民对当局的不满持续升高，布尔什维克也开始进一步策动西欧各国特别是德国的革命，以使得苏俄政权能够摆脱孤立与严重困难的处境并促进国际革命力量的联合，实现世界革命目标，布尔什维克在柏林的特使开始秘密地为德国革命者购买武器，支持他们发动反对当局的起义。卢森堡在监狱里敏锐的察觉到了德意志帝国正在崩溃，革命逐渐兴起，这种乐观在她对外的书信中不断的流露出来

#### 德国革命时期

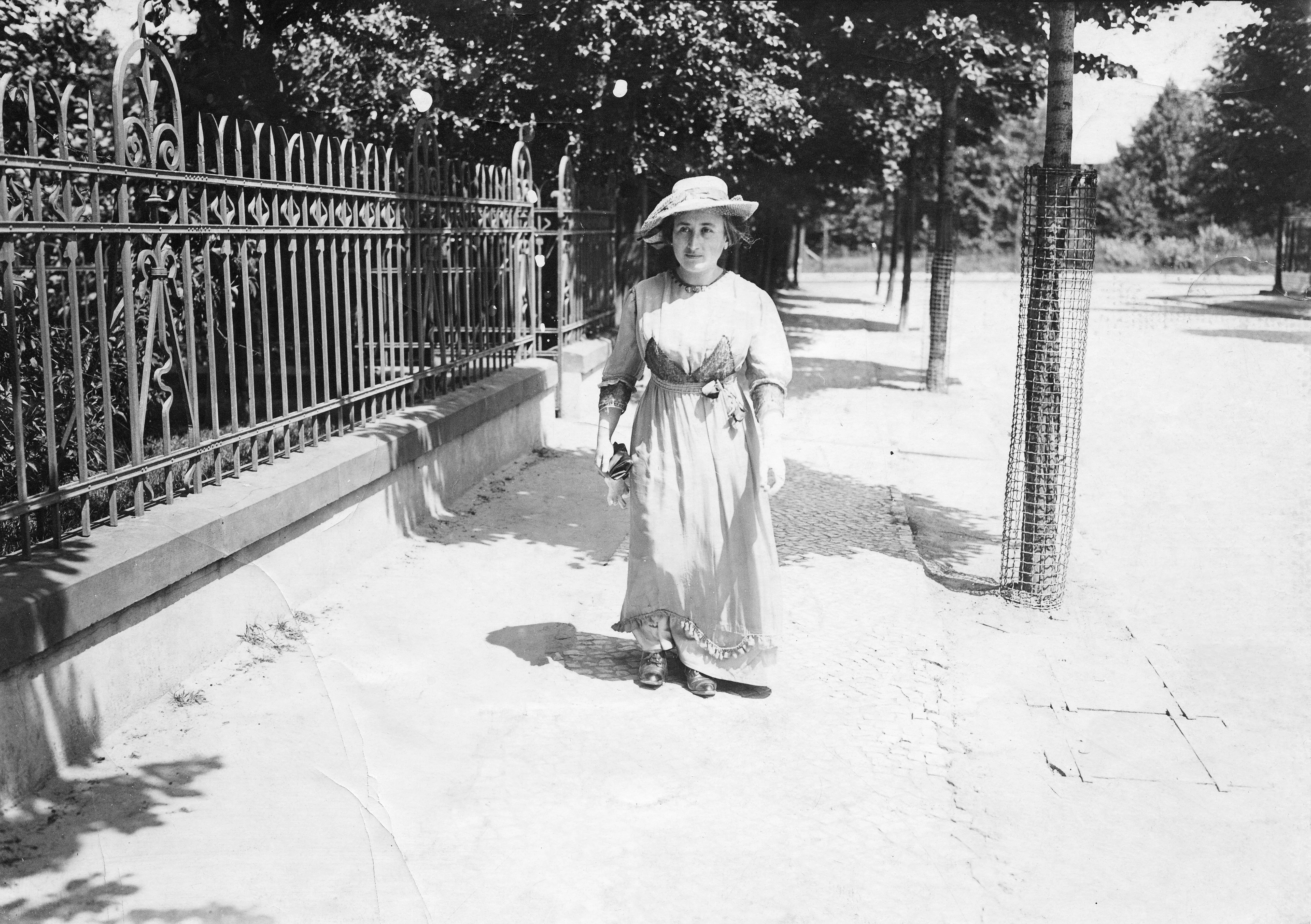
1918年的卢森堡

1918年11月，基尔水兵起义标志着德国十一月革命爆发，工人与士兵委员会在全德各地掌权，威廉二世皇帝被迫退位逃亡荷兰，魏玛共和国成立，社民党和独立社民党上台执政。新生的共和国处于空前的政治动荡之中，虽然独立社民党和社民党大部分党员支持工人委员会，但以弗雷德里希·艾伯特和菲利普·谢德曼为首的社民党领导者则担心革命会像1905年和1917年俄国革命那样，使政体演变成苏维埃制。独立社会民主党的主流派也不认可左翼的革命方案，两党在“恢复秩序”和召开制宪会议等问题上越发靠近，左翼的处境开始变得艰难。11月8日，卢森堡从布雷斯劳的监狱中被释放。翌日，在柏林，菲利普·谢德曼和卡尔·李卜克内西先后宣布成立“德意志共和国”和“自由社会主义共和国”。随后他和卢森堡重组斯巴达克同盟，发行《红旗报》作为机关报，要求大赦所有政治犯并废除死刑。1918年12月14日，两人共同出版斯巴达克同盟新方案。
不久苏俄特使和军事顾问卡尔·拉狄克抵达，在他的参与下，1918年12月29-31日，两人代表斯巴达克同盟，参加与独立社会主义者和德国国际共产主义者的联合大会。

在31日的会议上，她做出了如下发言：
“......七十年的大资本的发展已足够使我们前进得这样远，以致我们今天可以认真地着手去消灭资本主义了。不仅如此：我们今天不仅有能力解决这一任务，它不仅是我们对无产阶级负有的职责，而且这一任务的解决在今天根本就是挽救人类社会使它还能存在下去的唯一出路。”
会议期间，卢森堡曾向拉达克表达她对布尔什维克政权红色恐怖和审查制度的强烈反对，并对她的前同事兼朋友费利克斯·捷尔任斯基出任新成立的契卡领导人一事不满，要求其向莫斯科明确转达她的这些意见。尽管在一些理论和路线问题上与会各方之间有所冲突，但大会依然于1919年1月1日决定沿用蘇聯模式，正式成立统一的德国共产党，由卡尔·李卜克内西和卢森堡担任领导人，並由卢森堡将此前写就的斯巴达克同盟纲领《斯巴达克联盟想要什么？》进行小幅度修改从而作为黨綱。在这份纲领中，卢森堡明确提出要由无产阶级夺取全部政权，建立统一的社会主义德国，拒绝同社民党与独立社民党分享权力，并声明”除非非依靠全德国大多数无产阶级群众明确坚定的意志，除非他们自觉地赞同斯巴达克联盟的观点、目标和斗争方法，斯巴达克联盟绝不接管政府的权力。“
卢森堡还认为必须通过从资产阶级手中夺取权力并赋予给工人士兵委员会的方式，自下而上的挖空资产阶级国家机器，使公共权力不再分离，并且在这个过程中使无产阶级学会行使权力，同时根据国际主义原则去支援俄国和欧洲其他地区的革命。但在事实上，尽管卢森堡作为党的领导人，控制了党的实际领导权的却依然是亲布尔什维克的派别，卢森堡事实上处于被孤立的状态，特别是在有关是否应该抵制选举的问题上。这也为卢森堡的思想及支持者在其死后被不断排斥，以及整个党在魏玛共和国时期的布尔什维克化埋下了伏笔。
1919年1月4日，政府罢免了左派独立社会民主党人艾希霍恩的柏林警察总监职务，次日柏林工人的游行演变为直接的武装起义。第二次革命浪潮席卷柏林。卢森堡和李卜克内西亲自参与指挥，并号召武装起来的群众解除社民党和独立社民党所持有的武装，为鎮壓起义，社民党领袖弗里德里希·艾伯特任命古斯塔夫·诺斯克为柏林及其周围地区军队的最高指挥官。并同自由军团取得联系，共同摧毁左翼革命。卢森堡的生命进入倒计时。

## 遇难及身后事

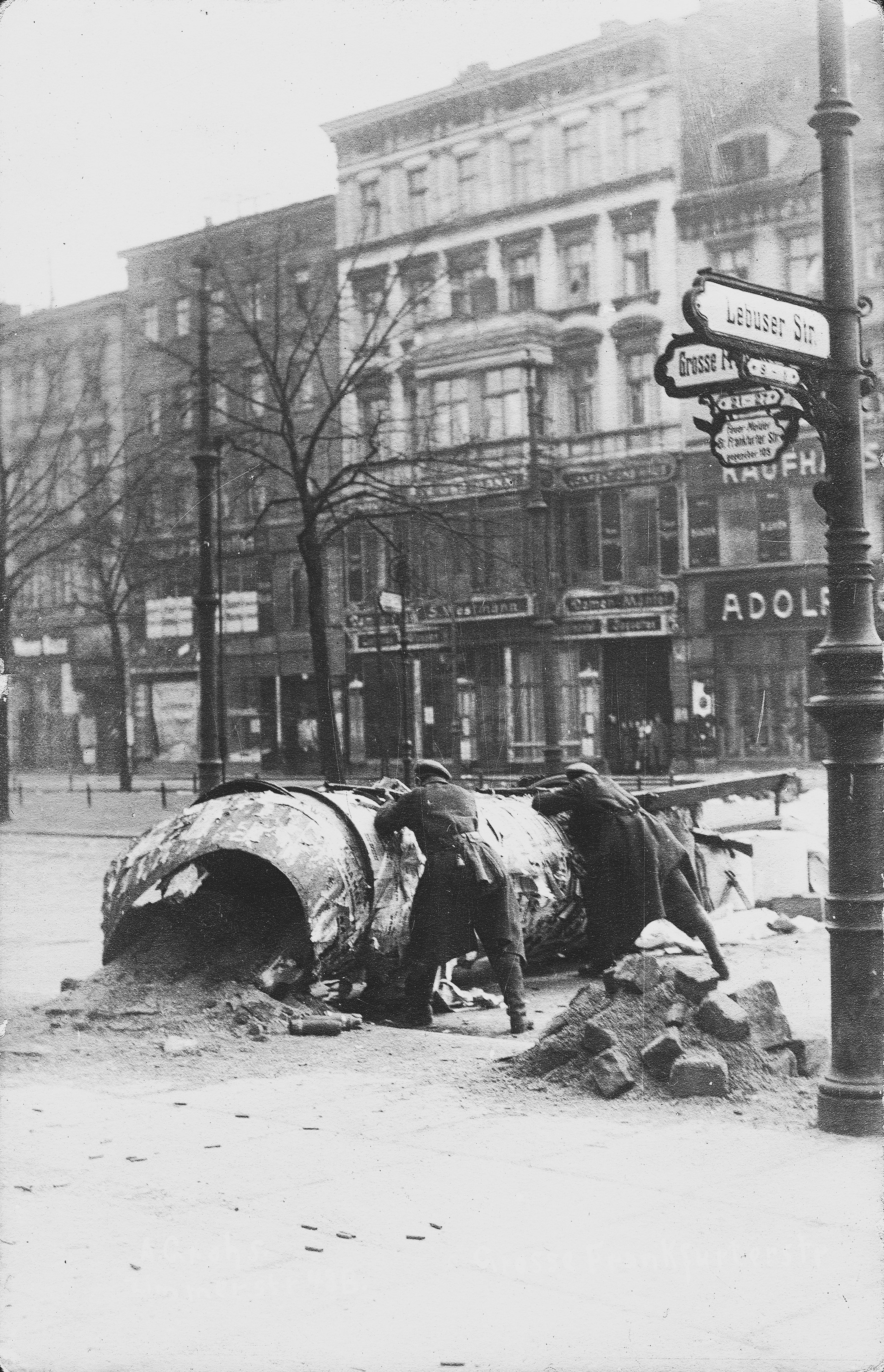
斯巴达克同盟起义时所筑的街垒

### 遇难
经过多日的战斗，1月11日，起义被基本镇压，李卜克内西和卢森堡在14日前往威尔默斯多夫的曼海姆街43号新的藏身处。在那里，她写就了著名的《柏林秩序井然》一文作为她的绝笔，在文中她对过去一周的斗争做了总结，认为起义是在内外条件不成熟和领导人失能的情况下展开的，但她同时强调群众是决定性的“磐石”，革命必然依靠这块“磐石”走向胜利。在结尾处，她留下了那段广为流传的句子：
“‘柏林秩序井然！’你们这帮愚蠢的奴才！你们的“秩序”是建立在流沙之上的。明天革命将在“磨刀擦枪声中再次兴起”，吹响令你们惊惶失措的号角，宣告：我来过，我又来到，我还将重临！
自由军团的近卫骑兵步枪师于次日在藏身处逮捕了两人，并将之带往自由军团的指挥部伊甸园酒店。其指挥官瓦尔德马·帕布斯特上尉和霍斯特中尉对两人施行严刑拷打，最后，据称在向诺斯克电话请示后，他下令处决两人。卢森堡被士兵奥托·朗格用枪托击晕，库尔特·沃格尔中尉和赫尔曼·苏尚中尉向其头部开枪，卢森堡当场遇难，年仅47岁。23点45分左右，其遗体被扔进靠近列支敦士登桥的兰德维尔运河，直至兩個月後的5月31日才发现她被沖到河畔的遗体。卡尔·李卜克内西则在蒂尔加滕遭到枪杀，在没有任何身份证明的情况下被弃尸于柏林动物园的栏杆外，后被带到太平间。随后全德境内爆发一系列暴行，成千上万的德共党员、其他革命者和平民被残忍杀害。最后，同时在政治上转移到右派的工人和士兵委员会和人民海军部解散。

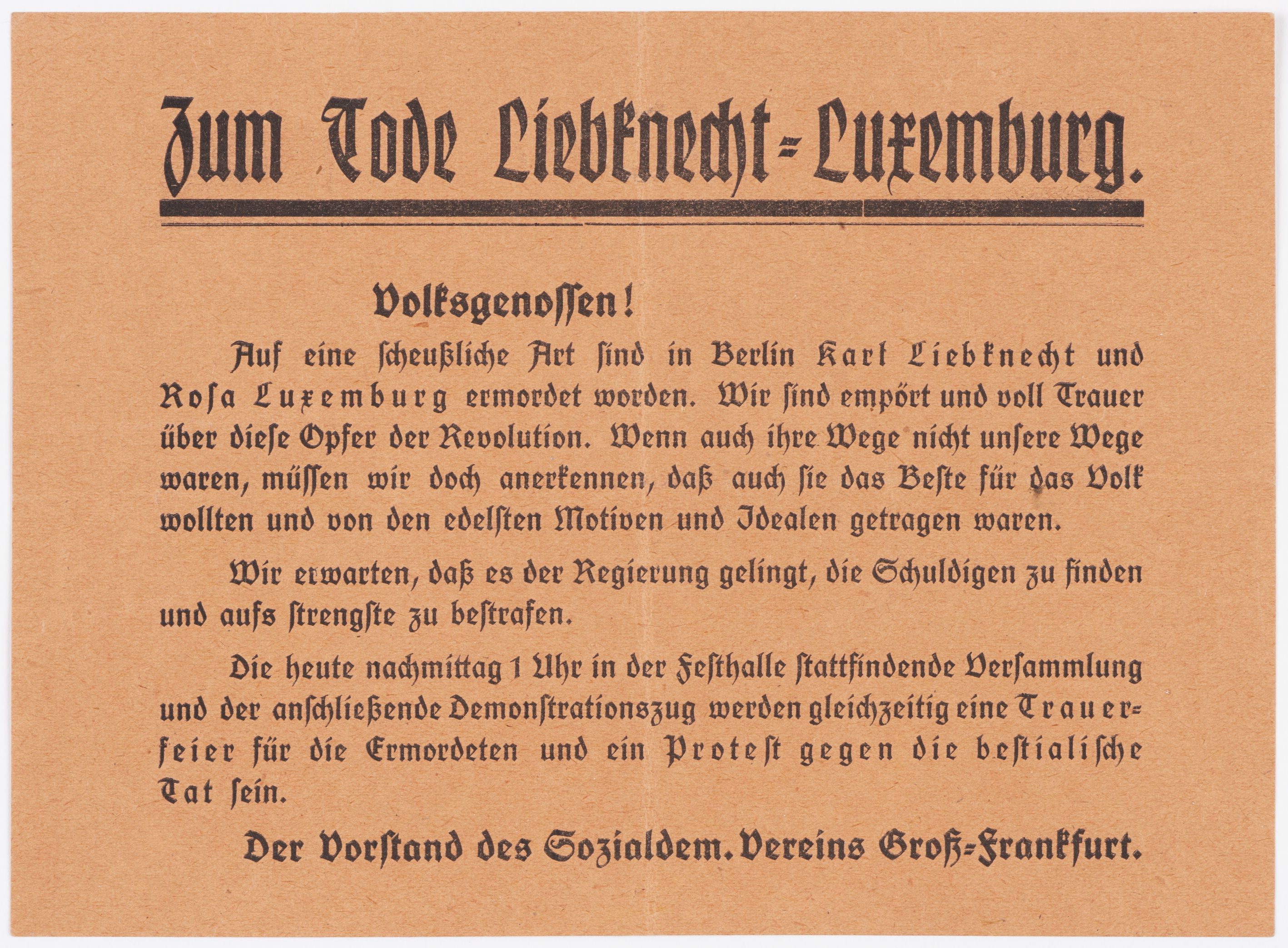
印有罗莎·卢森堡及卡尔·李卜克内西遇难消息的传单1919年 法兰克福

德国革命尾声时，左翼发动的暴动与罢工遍布全国，同时，右翼军事及准军事组织针对暴动、罢工人群的镇压、逮捕、监禁、处决与暗杀也在全德各地不断上演。截至1919年5月，该情况先后在柏林、不莱梅、萨克森、萨克森-哥达、汉堡、莱茵兰和鲁尔区等地发生，5月2日最后发生在巴伐利亚苏维埃共和国。在这一系列冲突中当局在很大程度上持默许甚至支持的态度，但这些冲突为新生共和国民主体制的确立起到了极为负面的作用，自此，相较于左翼，当局更依附于旧精英和右翼势力，即便相较于左翼他们对于这个共和国的认同感更低，这造成了当局很难真正推行一些紧迫的社会变革措施以创造出一个对民主体制更有归属感的社会阶层，与旧精英的联盟构成了共和国的一个相当大的结构性问题。左翼与右翼直接或间接的对立与冲突贯穿了整个共和国的历史，结合国内外种种不利因素的叠加，最终为纳粹党的上台和民主体制的崩溃铺平了道路。

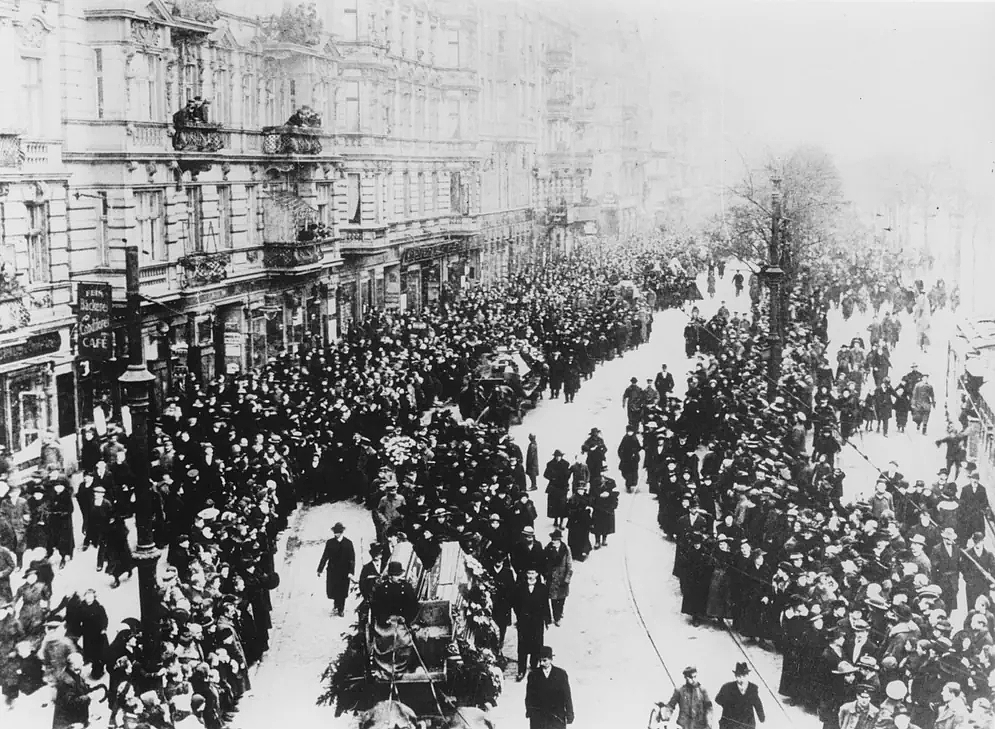
为罗莎·卢森堡及卡尔·李卜克内西送行的人群

谋杀案发生四个多月后，1919 年 6 月 1 日卢森堡的尸体被送至柏林夏里特医院尸检，其身份被确定。奥托·伦格因“蓄意谋杀罪”判处两年监禁，福格尔中尉因漏报尸体被判监禁四个月。福格尔被羁押不久后越狱，帕布斯特和苏雄则逍遥法外。后来纳粹党将倫格保释，将近卫骑兵步枪师编入冲锋队。最终倫格在二战结束后被苏联羁押于柏林时逝世。在 1962 年接受德国新闻杂志《明镜周刊》的采访以及在他的回忆录中，帕布斯特上尉声称国防部长诺斯克和魏玛共和国总理埃伯特都暗中批准了他的行为，但他的说法尚未得到证实，他的案件也没有得到德国议会或法院的审查。1993 年，克劳斯·吉廷格对联邦军事档案馆保存的帕布斯特已解密档案进行了研究，发现他在策划谋杀卢森堡和保护那些听从他命令的人免受后续刑事起诉方面发挥了核心作用。

### 身后之事
在其去世后，列宁在1922年2月底写就的《政治家札记》一文中称赞卢森堡“鹰有时比鸡飞得低，但鸡永远不能飞得象鹰那样高。”他这样写道：
「罗莎·卢森堡在波兰独立的问题上犯过错误，在1903年对孟什维主义的评价上犯过错误，在资本积累的理论上犯过错误，在1914年7月犯过同普列汉诺夫、王德威尔得、考茨基等一起主张布尔什维克和孟什维克联合的错误，1918年在监狱裡所写的著作中也犯有错误（不过她已在1918年底1919年初即出狱以后纠正了自己的很大一部分错误）。虽然犯了这些错误，但她始终是一只鹰，不仅永远值得全世界的共产党人怀念，而且她的生平和她的全部著作（德国共产党人延缓她的全集的出版太久了，他们在艰苦斗争中遭到空前惨重的牺牲也只能使他们在某种程度情有可原）对教育全世界好几代共产党人来说都将是极其有益的。」
列夫·托洛茨基也公开哀悼卢森堡和李卜克内西的逝世。在后来的几年里，托洛茨基经常为卢森堡辩护，并声称约瑟夫·斯大林诋毁了她。在他被驱逐出苏联后，1932年他针对斯大林的《论布尔什维主义历史中的几个问题》内对卢森堡观点的批评写下了《放开罗莎·卢森堡！》一文，在文中他虽然同样认为卢森堡在理论上犯有错误，但他对斯大林的批评展开了反批评，他这样写道：
「1918年，罗莎·卢森堡在监狱中对布尔什维克的政策进行了非常严厉和完全不正确的批评。但是即使在她这最错误的工作当中，仍旧可见她那雄鹰般的翅膀。」

“是的，斯大林有充分的理由憎恨罗莎·卢森堡。但这样我们的职责就更为重大，去从正在被两半球的爪牙官僚们利用着的斯大林的污蔑中，夺回对罗莎的记忆，并把这真正美丽的，英雄的和悲剧的形象传递给年轻一代的无产阶级，带给他们这一切壮丽和鼓舞人心的力量。」

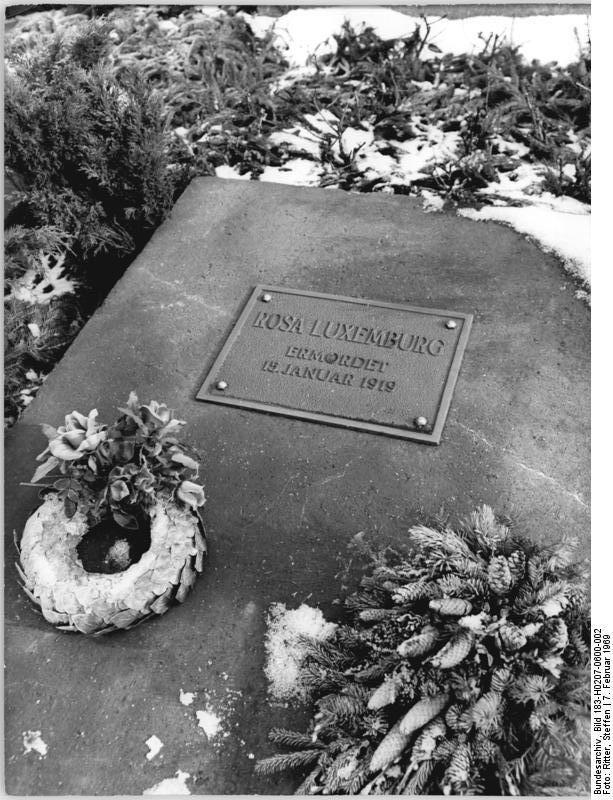
战后罗莎·卢森堡的墓穴

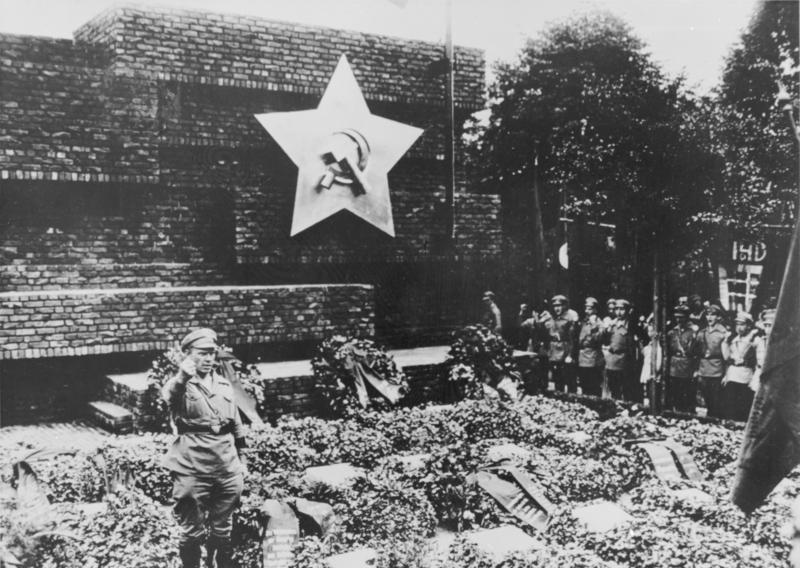
原有的红砖纪念碑

卢森堡和卡尔·李卜克内西的遗体被安葬在腓特烈斯费尔德中央公墓。1900年，德国社会民主党的创始人威廉·李卜克内西被安葬在该公墓，因此，这里成为德国社会主义者的传统墓地，许多德国的反法西斯主义者、社会民主党人、社会党人和共产党人都被安葬于此，后世民主德国的许多领导人死后也被葬于此墓园。原有的墓碑由路德维希·密斯·凡德罗设计，于1926年揭幕，它由红砖覆盖的混凝土块组成，上面有德国共产党党徽和红旗。1935年，纳粹分子铲平她和卡尔·李卜克内西的墓地，并取走遗骸。1950年，按照威廉·皮克的指示准备将其与卡尔·李卜克内西的遗体重新安葬时，挖掘人员未发现他俩的遗骨。1951年，东德政府在公墓入口处建造新的“社会主义者纪念地”，卢森堡和卡尔·李卜克内西的名字被镌刻在象征性纪念墓碑上。

### 年度纪念游行

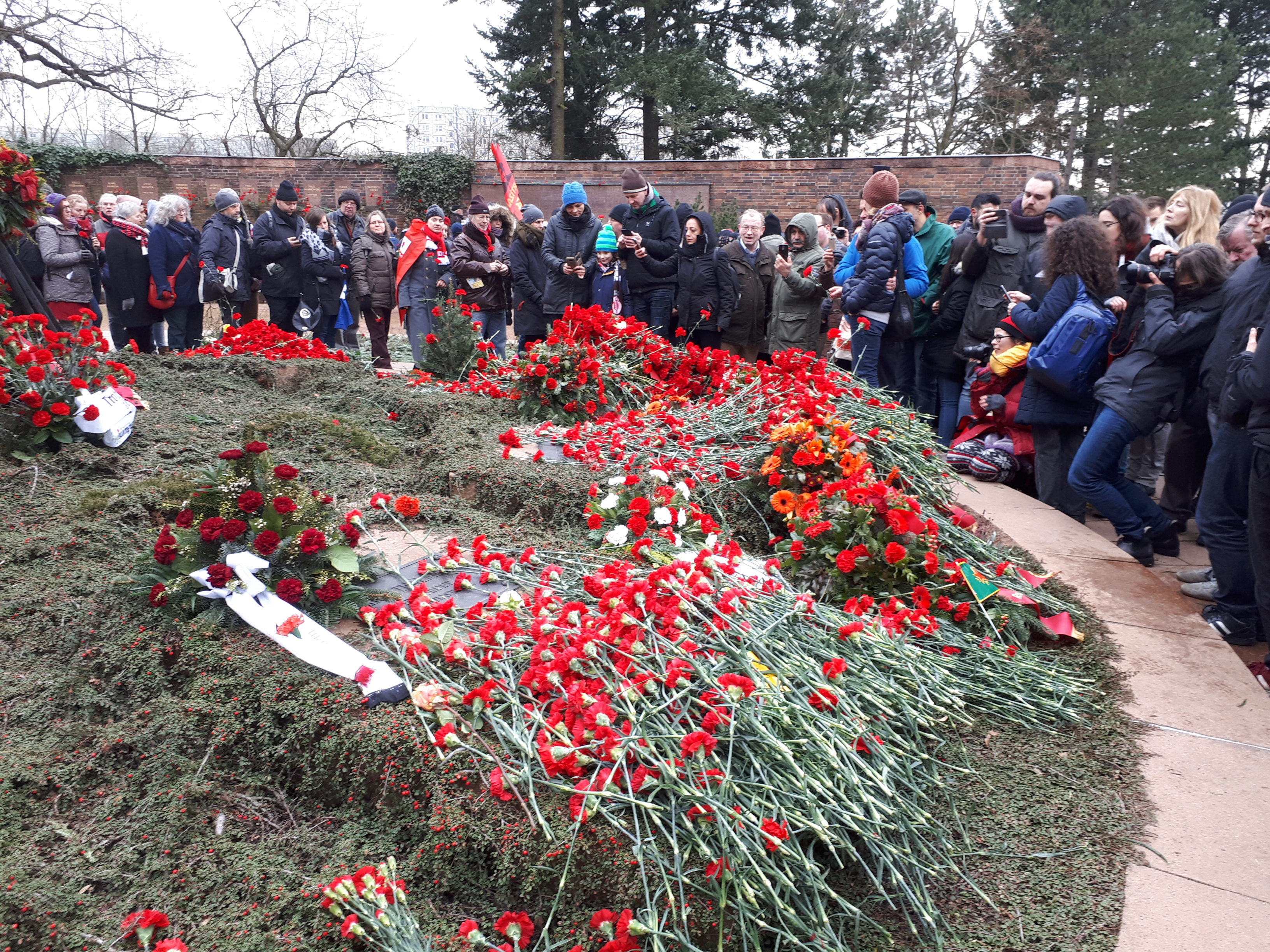
2018年游行中，示威者向社会主义者纪念碑献花

每年一月的第二个周末，都会有社会主义者和共产主义者前去瞻仰两人的墓穴，并组织一次大型游行示威，这被称作”李卜克内西-卢森堡-游行示威“。群众会由柏林法兰克福门出发，游行至柏林弗里德里希斯费尔德中央公墓内的纪念碑前，这一活动起源于魏玛共和国时期，并在战后为东德所继承。不过也正是在东德时期，人们开始普遍将该活动视作统一社会党的一种政治作秀，游行活动越发变得徒有其表。由于其精心的官方组织和规定的、基本上非自愿的参与，因此参与者也都只是为了完成上级分配的任务，并不能够从中产生任何真正的热情。但每年的活动过程都会在国家电视台进行现场直播。
在这之后，东德异见人士也将这一年一度的纪念李卜克内西和卢森堡之死的游行作为他们运动的一部分，从而使他们的政治主张能够尽可能的广泛传播，即所谓“在政权的尴尬时刻提出他们不受欢迎的要求。”1988年1月17日，一群持不同政见者冲进了自由德国青年成员组成的方阵，打出了写有罗莎·卢森堡名言”自由始终是持不同思想者的自由“的横幅，随后斯塔西特工逮捕了这些示威者。这些逮捕导致了民主德国和国外的大量抗议活动，然后是其他主要民权活动家的被捕，并最后导致大多数参与其中的人被强制驱逐到西方。 
时至今日这项活动依然存在，并成为德国左翼及极左翼人士的一项传统，活动也不再由某一政党提前集中组织，而是在活动进行当天自发集结，2008 年，联邦宪法保护局在报告中描述了示威活动的背景和发展，并认为这“对各种形式的德国激进左翼派别具有很高的象征价值。”
尽管活动本身对斯大林主义及其衍生思想持较排斥态度，但在实际游行中并不拒绝携带印有这些思想象征海报的个人参与。

## 思想

### 社会主义革命民主和对十月革命的批判

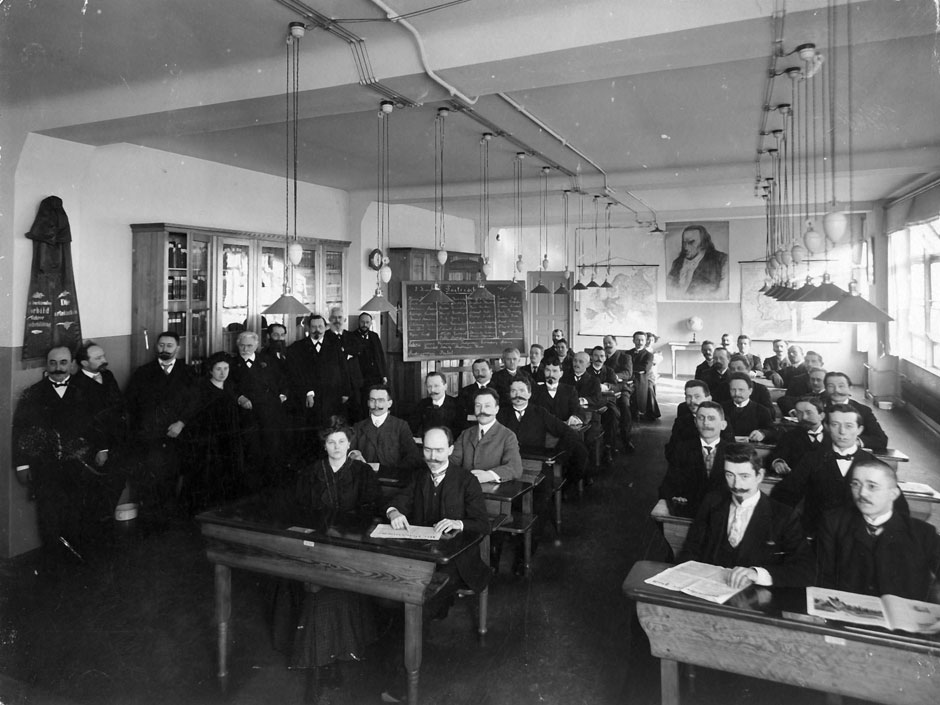
1907 年，卢森堡（书架前左四）在柏林社民党党校的学员中间

卢森堡重视社会主义革命和革命后新政权的建立、巩固与发展中的民主要素。认为对于社会主义和无产阶级的自我解放而言，民主是不可或缺的。这种被卢森堡本人称之为“不受限制的、最广泛的民主”是其思想和后世主流共产主义理论的一个很大不同点，因为她更多强调群众在这种民主参与之中的锻炼，并从这种锻炼中产生阶级意识，从而为通往共产主义铺平道路，因此更少的强调先锋队——特别是在无产阶级夺取政权后——的作用。但这并不意味着卢森堡轻视甚至完全不重视先锋队的作用，只是她认为先锋队的作用绝非“要为群众罢工的技术方面和内在机制煞费脑筋，越俎代庖”，而是要在群众罢工和革命的关键时期承担政治领导的任务：
“......为斗争制定口号，给斗争指出方向；在安排政治斗争的策略时，要使现有的和已经迸发、已经行动起来的无产阶级的全部力量在斗争的每一阶段和每一时刻都有用武之地，而且要在党的战斗阵地上表现出来；要使社会民主党的策略在果断和锐利方面不但永不落后于实际力量对比的水平，而且还要跑在它的前面，这些才是群众罢工时期的“领导”的最重要的任务。在某种程度上，这个领导会自行变成技术性的领导。社会民主党所制定的坚定、果断和勇往直前的策略，会使群众产生稳妥感，产生自信心，产生战斗热情。反之，摇摆、软弱和对无产阶级估计不足的社会民主党策略，却会使群众丧失活动能力和不知所措。如果是前一种情况，群众罢工会“自然”爆发，而且总是很“及时”。后一种情况却不然。领导所发出的举行群众罢工的要求有时会无人响应。”
同马克思的理论类似，她强调“工人阶级的解放应该是工人阶级自己的事情”，认为“无产阶级大众不需要资产阶级意义上的’领袖‘，它本身就是自己的领袖。”

卢森堡在《论俄国革命》一文中批评了俄国革命中存在的极权主义倾向，认为如果没有民主，“任何公共机构的生命就要逐渐灭绝，就成为没有灵魂的生活，只有官僚仍是其中唯一的活动因素。“并更进一步的指出这种缺失将导致领袖的独裁：
”......公共生活逐渐沉寂，几十个具有无穷无尽的精力和无边无际的理想主义的党的领导人指挥着和统治着，在他们中间实际上是十几个杰出人物在领导，还有一批工人中的精华不时被召集来开会，聆听领袖的演说并为之鼓掌，一致同意提出来的决议，由此可见，这根本是一种小集团统治——这固然是一种专政，但不是无产阶级专政，而是一小撮政治家的专政，就是说，纯粹资产阶级意义上的专政，雅各宾派统治意义上的专政......

但是社会主义民主制并不是在乐土中才开始的，那时社会主义经济的基础已经创造出来，社会主义民主制将作为现成的圣诞节礼物送给曾在这一期间忠实支持了一小撮社会主义独裁者的恭顺的人民。社会主义民主制是与废除阶级统治和建设社会主义同时开始的。它在社会主义政党夺取政权的那一时刻就开始了。它无非是无产阶级专政。“
同样，在文中，卢森堡将 1917 年的俄国二月革命描述为一场初期由自由资产阶级，后由无产阶级主导和推动的革命，革命的动力始终来自城市无产阶级，自由资产阶级被推动着向前革命并接受了共和国政体，但很快就开始组织反革命。她解释说，俄国无产阶级现在的任务是结束帝国主义的世界大战，立即实现和平和得到土地。世界大战使俄国进行社会主义革命的时机已经成熟。因此，“战争和俄国革命的过程不是证明俄国不成熟，而是证明德国无产阶级还没有成熟到完成自己的历史任务。”。然而，卢森堡尖锐地批评了布尔什维克的一些政策，例如解散立宪会议，以及对民族自决权的支持。根据卢森堡的说法，布尔什维克的战略错误给革命带来了巨大的危险，例如官僚化。不过她写道，十月革命的缺点恰恰是“国际社会主义在这次世界大战中的破产的后果”。

她进一步指出：
”这是工人阶级专政的第一次世界历史性试验，而且这一试验是在可以想象出来的最困难的条件下进行的，也就是说，是在一场帝国主义国际屠杀的世界战火和混乱之中，在欧洲最反动的军事强国的铁圈之中，在国际无产阶级彻底不起作用的情况下进行的，如果认为在如此不正常的条件下进行的一次工人专政的试验中，俄国所做的一切正好就是完善的顶峰，这确实是一种荒谬的设想。与此相反，根据社会主义政治的基本概念以及对它的必要的历史前提的了解，人们不得不这样假定：在如此不幸的条件下，甚至依靠最伟大的理想主义和最经得起风浪的革命毅力也不能实现民主制和社会主义，而只能实现二者的软弱无力的、歪曲的开始阶段。“
列宁和托洛茨基等布尔什维克理论家对这种批评则回应称卢森堡的观点确实是马克思主义的观点，但对于1917 年的俄国而言则缺乏可行性。俄国缺乏一系列社会基础的特殊国情与该国革命的困苦实践迫使他们在坚持原则和最终目标的前提下采取相对灵活的策略，而这些基础在她所处的西欧是相对完善的。卢森堡出狱后，她也被迫在国民会议的问题上同包括社民党与独立社民党在内的各方势力对峙，而布尔什维克理论家们则将其与自己所遇到的立宪会议问题相提并论。
在她对十月革命的观察之后，卢森堡认为”布尔什维克的错误归根到底要由国际无产阶级来承担责任“，而挽救俄国革命的方法只有在德国举行群众起义，以国际无产阶级革命结束世界大战与民族残杀，认为德国革命将减轻布尔什维克革命的负面后果。

### 资本积累论

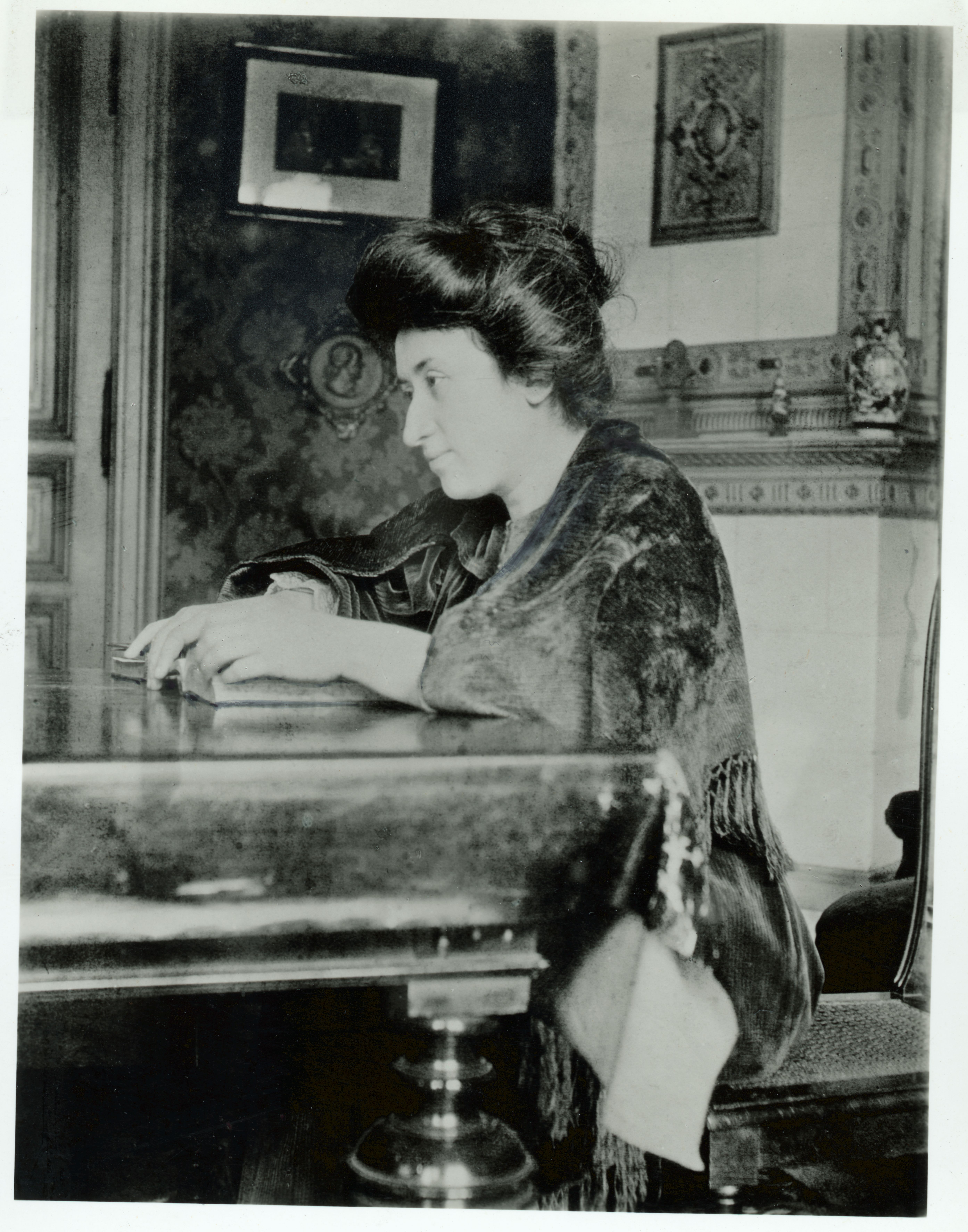
卢森堡于柏林自宅 1907年

《资本积累论》是卢森堡唯一一部于生前正式出版的政治经济学著作。在这部著作中，卢森堡分析了政治经济学领域的三次大论战，并以马克思的再生产理论为中心，讨论了资本主义积累和扩大再生产的问题，提出了一个与其并不相同的公式。
马克思在分析社会总产品的流通和资本积累的过程时，将社会总产品的价值分为不变资本（记为C）、可变资本（记为V）和剩余价值（记为M）三部分，即社会总产品的价值可记为C+V+M。他将社会总产品分成两个部类，分别指向生产资料与消费资料的生产。但卢森堡认为资本的积累和再生产不可能在资本主义的内部实现，认为马克思的公式是一种纯粹理论上的抽象，因为其只涉及简单再生产，所以几乎只有理论上的意义，不适用于现实的整个社会，在这个公式中，资本没有办法实现它的积累，只能不断增加生产资料的生产，为了实现资本积累和再生产，就必须要让对商品有支付能力的需求也不断增长，然而这种不断增长的需求不可能只来自于资本家和工人阶级，这就必须要从这两者之外引入一个新的阶层，用她的话来说就是一个“购买者”的阶层，而这个阶层只能是“非资本主义的阶层和非资本主义的社会结构”。这也就意味着“非资本主义的阶层和非资本主义的社会结构”是资本主义剩余价值实现和再生产的前提，相对狭小的市场和无限扩大的生产之间的矛盾成为资本主义生产方式的决定性矛盾，这使得其自身必须不断地对非资本主义地区扩张，使得资本主义世界市场成为可能。卢森堡进一步提出，资本积累的进行必然伴随两次交换，第一次是资本家将用于积累的物质资料卖给非资本主义的“第三者”获取货币，但为了在物质上扩大再生产，所以就还要进行第二次交换，即用第一次获得的货币向“第三者”购买生产要素</ref>。她强调“资本主义生产的形态和规律从最初就致力于囊括全世界，把全世界作为生产力的蓄积之处。资本以剥削为目的而企图占有各种生产力，它搜索全世界，从地球上每个角落里觅取生产资料，必要时从一切文化阶段和一切社会形态那里用武力来夺取这些生产资料。资本积累的物质要素问题，远没有从资本主义所生产的剩余价值的物质形态中得到解决，它转变为另外一个问题。那就是：为了使已经实现的剩余价值在生产上得到使用起见，资本有必要愈来愈向全世界发展，以求取得无论在量上或质上，能够进行无限制选择的生产资料。”这样就解释了资本主义的对外扩张以及帝国主义和新帝国主义政策的形成，从而反驳了考茨基的有关论点。而在这种情况下，由于资本主义不断地排斥和征服那些非资本主义的部分，而后者又是资本主义赖以生存的基础且并非是无限的，所以为了抢夺仅有的这些非资本主义部分，各资本主义国家必然会使用包括战争在内的各种手段。而资本主义将整个世界囊括在内之时，也就是它决定性崩溃之时。然而这不代表无产阶级革命就是不必要的，恰恰相反，无产阶级革命会在资本主义及其生产关系走向全面崩溃以前爆发，并以社会主义的生产方式替代之。
她最终得出的结论是资本主义制度的局限性将其推向帝国主义和战争，这奠定了卢森堡毕生致力于反对军国主义和殖民主义的理论基础。
卢森堡的这套理论一经提出，便引来了马克思主义和非马克思主义经济学家的严厉批评，认为其理论有循环推论之嫌，列宁就认为在封闭的资本主义体系里实现剩余价值和再生产是可能的。并认为其理论过于粗糙。但综合来看，卢森堡的理论是基于马克思主义政治经济学并填补了马克思和列宁两人关于资本主义和帝国主义分析的不足之处，揭示了帝国主义形成和发展以及资本主义总崩溃的外部因素，发展了马克思主义的理论体系。

### 集中制与分散制的辩证法[註 19]
集中制与分散制的辩证法是卢森堡思想中政治哲学部分一个关键性的环节，在这一问题上，她既与列宁的民主集中制构想迥然不同，又与当时第二国际和后世社会民主主义和民主社会主义者之间的有关构想有所差异。她认为，分散性的群众自发性和在其中孕育着的”首创精神“是阶级斗争活生生的源泉，依集中制建立起来的组织自上而下的代表整个运动的利益，它推动无产阶级革命向更深层次发展。因此，集中制与分散制本身并不是对立的，组织、觉悟和斗争不是如布朗基主义者所言可以人为分开的，都只是阶级斗争同一过程的两个不同方面，互为依靠，缺一不可。组织是从活生生并带有自发性的斗争中发展出来并在辩证的矛盾中发展的，进而可得出“社会民主党的集中制不能建立在党的战士对中央机关的盲目听话和机械服从的基础之上，另一方面，在已经由固定的党的干部组成的有阶级觉悟的无产阶级核心和它周围由阶级斗争所支配的，处于阶级觉悟提高过程之中的普通群众之间，绝对不能筑起一堵不可逾越的墙壁。”

她在描述1905年革命中群众罢工的特点时留下过这样的句子，从中我们可以看出她对这种活生生的斗争的理解：
”俄国革命给我们展示的群众罢工是一种可以变化的现象，它反映着政治斗争和经济斗争的各个阶段，反映着革命的每一时期和每一瞬间。群众罢工这一斗争方式的可行性，它的影响力，发生罢工的时刻，都是不断地变化的。它能在革命似乎已经陷入绝境时突然开辟新的、广阔的革命前景；当人们满有把握地指靠它时，它却遭到了失败。它有时象宽阔的海涛一样汹涌澎湃地荡及全国，有时又分成无数涓涓细流，形成一片广阔的水网；它时而象一股清泉从地下喷涌而出，时而又完全渗入地下。政治罢工与经济罢工，群众罢工与局部罢工，示威性罢工与斗争性罢工，各个行业与各个城市的总罢工，和平的工资斗争与巷战、街垒战——所有这些形式的罢工是互相混杂地、互相并列地、互相交叉地进行的，它们象涨满河水的大川相互波及；这是由许多现象组成的汪洋大海，它永远都在运动着，变化着。这些现象的运动法则是清清楚楚的：它既不寓于群众罢工的本身，也不寓于群众罢工的技术特点之中，而是寓于革命的政治方面和社会方面的力量对比之中。群众罢工只是革命斗争的形式。互相争斗的各种力量的对比所发生的每一变化，党的发展和阶级分化的每一变化，反革命所处的地位的每一变化，这一切都会通过千百条看不见的和几乎难以控制的途径立即影响到罢工行动。但罢工行动本身却几乎一刻也不会停止。它只会改变它的形式、它的规模、它的影响。罢工行动既是活生生的革命脉搏，同时又是推动革命的强大齿轮。“
她认为群众是推动历史前进的关键因素，但同民粹主义不同的地方在于，包括卢森堡在内的马克思主义者普遍不将群众视作一种天生先进的力量并排斥先锋队及其领袖自上而下的政治领导，在卢森堡这里，无产阶级先锋队和他们的领袖其作用在于一方面为群众提供思想政治教育，促进他们阶级意识的觉醒并促使其斗争由自发的运动转变为自为的运动，在斗争之中始终力求走在事物发展的前面，促进它的发展；同时另一方面还要摧毁作为历史上一切领导基础的”群众的愚昧“状态，最终让群众成为自己的领袖，领袖则反过来成为群众意志的执行者。因此她将这种集中制描述为“无产阶级领导阶层的‘自我集中制’，是无产阶级在自己的党组织内部的大多数人的统治。”她还强调党应当发扬群众斗争中的首创精神，在斗争所需要的时刻，绝不能够以一种官僚主义的态度，消极等待上级的意思来行事。认为”所谓工人阶级决不是一个七人或哪怕是十二人的党执行委员会，而是有觉悟的无产阶级群众本身。工人阶级在解放斗争中每前进一步必须同时意味着它的群众在精神上的独立自主、独立活动、自决和首创精神的增长。“

而在进一步讨论党的纪律时，她更进一步的强调：
”纪律和统一行动是像我们这样的群众运动的生死攸关的问题。但是，社会民主主义意义上的纪律与资产阶级军队的纪律根本不同。后者是以士兵群众漫不经心、毫无主见地屈从上级的命令——它所表达的是异己的意志——为基础的。社会民主主义的纪律只能意味着每个个人服从大多数人的意志和思想。因此，社会民主主义的纪律决不意味着八十万有组织的党员必须服从一个中央机构、一个党执行委员会的意志和决定，而是相反，党的所有中央机关要执行八十万有组织的社会民主党人的意志。因此，党内政治生活正常发展的关键，即社会民主党的生死攸关的问题在于，党员群众的政治思想和意愿要始终保持生动活泼的状态，它们能够日益使党员群众发挥主动性。“
她认为，如果党内民主和首创精神不能够在党的日常生活中得到发挥，那么最理想的委员会都会一事无成，官僚主义的蔓延就是必然的。因此，只有发扬党员及群众的政治积极性，发扬党内民主和强调批评的重要性，才能够遏制并清除不断蔓延的官僚主义。
她与列宁围绕集中制问题展开过激烈争论，认为这是一种”极端集中主义“和”无情的集中主义“观点，认为”它没有积极的创造精神，而是一种毫无生气的看守精神。他的思想过程主要是集中于监督党的活动而不是使它开花结果，是缩小而不是发展，是束缚而不是联合整个运动。”批评列宁将培养无产阶级纪律的途径诉诸于包括工厂、军营和现代官僚制度在内的资产阶级中央集权制国家的全部机器的观点是机械的，混淆了“社会民主党的自愿的自觉纪律”和”资本主义国家为无产阶级培植起来的......奴役性的纪律精神“这两种截然相反的东西之间的差别。提出不能简单地使指挥棒从资产阶级转到中央委员会手中，要以无产阶级的新纪律取代之。

她同时总结了列宁这一理论所表现出的的基本原则：
“它的基本原则是：一方面把态度明确的和活跃的革命家的有组织的部队同它周围的虽然还没有组织起来但是积极革命的环境完全区别开来，另一方面是实行严格的纪律和中央机关对党的地方组织生活的各个方面实行直接的、决定性的固定的干预。只要指出一点就够了，例如中央委员按照这个观点有权组织党的各个地方委员会，也有权确定从日内瓦到列日，从托木斯到伊尔库茨克的俄国每个地方组织的人员组成，给它们提供准备好了的规章制度，通过一纸命令就可以完全解散它们并重新加以建立，最后还运用这种方式间接影响党的最高机关即党代表大会的组成。可见，中央委员会成了党的真正积极的核心，而其他一切组织只不过是它的执行工具而已。”
不过，卢森堡同时承认：
“......俄国社会民主党担负了一项特殊的、在社会主义历史上无先例的任务，这就是在一个专制国家里制定一个适合于无产阶级阶级斗争的社会民主党的策略。把俄国当前的情况一般地比做德国反社会党人法时期的情况是没有根据的，因为这种对比是从警察观点而不是从政治观点来看俄国的情况......俄国社会民主党斗争中的主要困难是，资产阶级的阶级统治被专制主义的暴力统治所掩盖，这就必然使真正的社会主义阶级斗争学说具有抽象宣传的性质，使直接的政治鼓动多半具有革命民主主义的性质......俄国应该进行相反的试验，即在资产阶级没有直接进行政治统治的条件下建立社会民主党。
这不仅仅是把社会主义学说搬到俄国的问题，不仅仅是鼓动工作的问题，而且也是采取完全特殊的组织形式的问题......在俄国，社会民主党的任务是用自觉的干预来代替历史过程的一个时期，把无产阶级作为有自觉目的的斗争阶级直接从政治上的极端分散状态（这是专制制度的基础）引导到最高的组织形式中去。因此，组织问题对俄国社会民主党来说是特别困难的，这不仅仅是因为这个组织必须在缺乏资产阶级民主的一切形式上的手段的条件下建立起来，而首先是因为这个组织有点象上帝一样，必须在缺乏通常是由资产阶级社会准备好的政治原料的条件下，“在虚无缥缈之中”，在真空里建立起来。
从对社会民主党的集中制的这种真正内容的研究中可以明显地看出，在今天的俄国，建立这种集中制所需要的条件还不可能完全具备。这种条件就是：拥有一个人数众多的在政治斗争中受过训练的无产者阶层；他们有用直接施加影响（对公开的党代表大会和在党的报刊中等等）的办法来表现自己的活动能力的可能性。

显然，后一个条件只有在俄国拥有政治自由的条件下才能实现，而头一个条件——形成一个有阶级觉悟和有判断能力的无产阶级先锋队——还只是处于产生过程之中，并且应该被看作是最近的鼓动工作和组织工作所要达到的主要目标。
卢森堡上述的这些思想，很大程度上来自于欧洲社会主义革命的种种新形势和德国社民党不断走向官僚主义和保守主义路线这一进程，特别是1905年革命和其后群众大罢工作为一种斗争形式的扩散和兴起。她在这一领域的观点，同她的资本积累论一起，长期以来饱受来自列宁主义、社会民主主义和民主社会主义者的批评和争议。但是，其所揭示的在社会主义革命中党群关系、党的官僚化和威权化等问题，以及她对群众自发自为的斗争及对党内民主及革命的首创精神的坚持，依旧在深刻的影响着20世纪直到今天的各类社会运动。

## 纪念

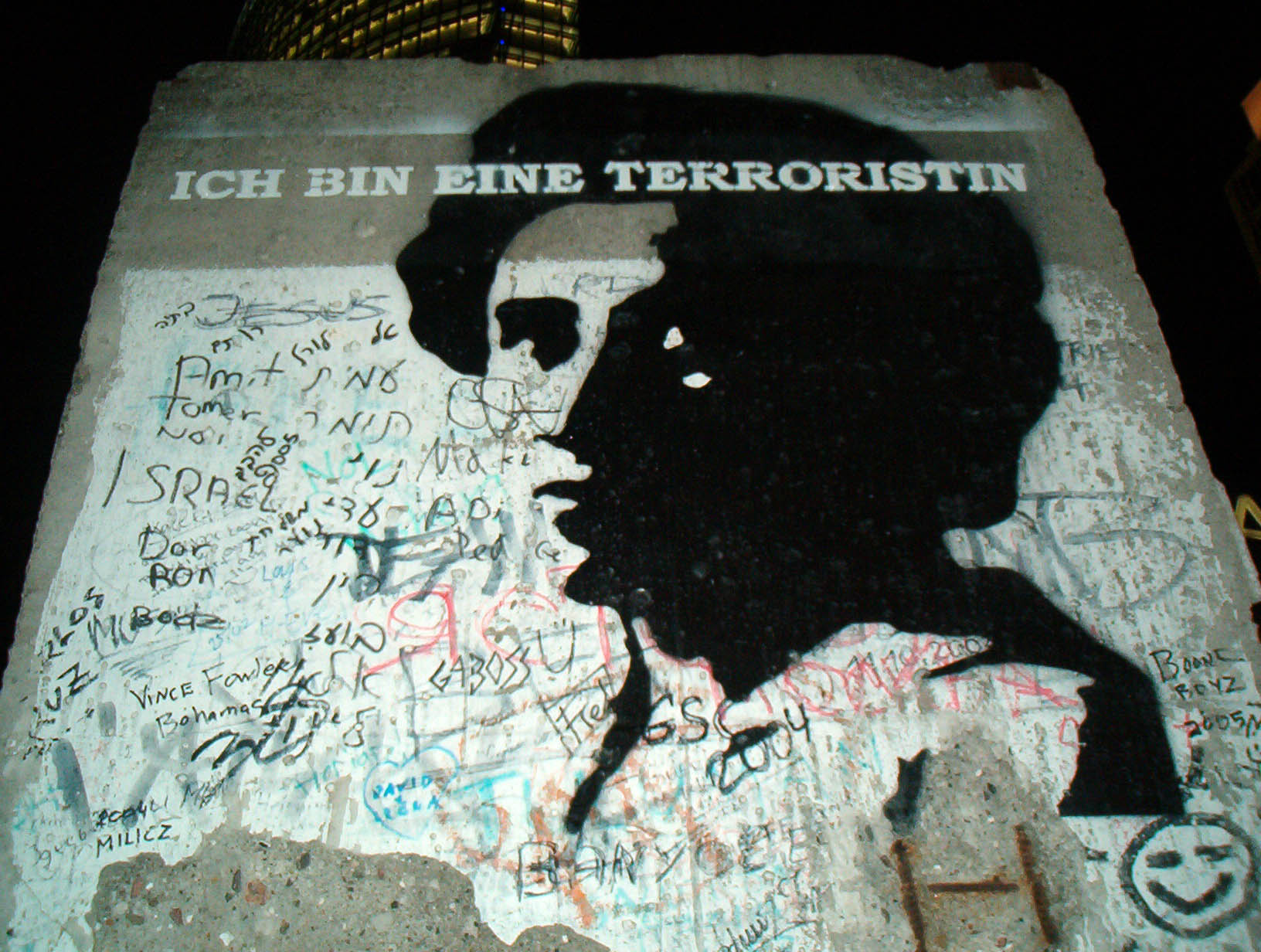
柏林墙中的罗莎·卢森堡涂鸦部分在柏林波兹坦广场展出，名为“我是恐怖分子”。

柏林米特区有以卢森堡名字命名的广场（罗莎·卢森堡广场）及地铁站，德累斯顿有其名字命名的电车站和街道。在波兰人民共和国时期的华沙沃拉区，一间灯泡制造厂以卢森堡的波兰语名字“Róża Luksemburg”命名。
1919年，贝托尔特·布莱希特为罗莎·卢森堡创作用于墓志铭的诗歌，该诗又于1920年被库尔特·魏尔谱写成《柏林安魂曲》：
罗莎·卢森堡已逝（······）
她告诉穷苦阶层生活的意义，
这让她遭到富人们的排斥，
或许她正活在安宁之中。
英国新左派史学家艾萨克·多伊彻评价罗莎：“德国以在霍亨索伦刺杀她的方式，庆祝德国最终的胜利和纳粹党的首次胜利。”
反对派对罗莎的遇害有着许多不同的理解，白俄认为她定居魏玛柏林的说法尤为常见。
巴塞罗那亦有以她名字命名的露台花园。
苏联契卡领导人捷尔任斯基一直在他的卢比扬卡办公室中挂有卢森堡的肖像。
1986年，西德和捷克斯洛伐克合作拍攝的电影《羅莎·盧森堡》上映。

## 遺體身分争议
2009年5月29日，明镜在线报道了他人的尸体错误地认定为卢森堡的尸体而被埋葬的可能性。柏林夏里特法律医学与法医科学研究所负责人米夏埃尔·措科斯（Michael Tsokos），最近在夏里特医学史博物馆地下室，发现一具缺少头、手、脚部的尸体。认为尸检报告可疑的他，对遗体进行电脑断层扫描，发现存在被水浸泡过的迹象。CT扫描显示，这是具患有骨关节炎、两腿长度不一的40-50岁间的妇女的尸体。罗莎·卢森堡遇害时47岁，髋关节先天性脱位，导致她长短不一的两腿进一步受损。而位于基尔的实验室，运用碳测年技术，断定该尸体与卢森堡遇害属同一个时期。
1919年6月13日埋葬尸体时的尸检报告，支持了措科斯存在不一致的说法。报告明确指出尸体腿部没有伤痕及表明双腿长短不一的证据。此外，上颅骨没有被枪托敲打的痕迹。尽管1919年的验尸官注意到尸体头部左眼和耳朵之间的开口，但却没有找到子弹的出口，或是在颅骨内找到子弹。
曾有份参与尸检的病理学家助手保罗·弗伦克尔（Paul Fraenckel）亦对尸体存疑，他在报告中写下了与同事的结论不一的增编。正是增编的出现，及尸检报告和已知事实间的不一致，促使措科斯更仔细地检查尸骸。至于丢失的手和脚，据目击者所说，卢森堡的尸体被抛进运河时，重心位于脚踝处，导致尸体在水中漂浮数月时肢解。
托索科斯意识到，证明尸体的身份是否为卢森堡的最佳方法，莫过于进行DNA检测。他的团队最初希望找到有被卢森堡舔过而残留着DNA痕迹的旧邮票，但卢森堡从未这样做过，宁愿用湿布润湿邮票。因此他们的目标，转向采集卢森堡幸存后裔的血液。最终在2009年7月，卢森堡的侄女、79岁的伊雷妮·博尔德（Irene Borde），捐出她的头发用作DNA比对测试。
2009年12月，柏林当局已查获埋在卢森堡墓中的尸体用以尸检。2009年12月下旬，柏林公共检察官办公室宣称有表明尸体属罗莎·卢森堡的迹象，但却没有提供确凿的证据。此外，从伊雷妮的头发中提取的DNA，与尸体不匹配。措科斯此前曾表示，该比对的几率只有40%。遗体现今被埋葬一个秘密地点，目前仍就测试继续组织样本。